# Elétricos de Lisboa
A rede de elétricos da Carris, empresa de transportes públicos de Lisboa, em Portugal, é composta atualmente por seis carreiras e percorre um total de 31 km de rede (54 km de linha dupla em bitola de 900 mm, sendo 13 km em faixa reservada). Emprega 138 guarda-freios (condutores de elétricos, funiculares e elevador) e uma frota de 78 veículos (45 históricos “remodelados”, 25 articulados e 8 históricos “ligeiros”), baseados numa única estação — Santo Amaro.
No seu auge, em finais da década de 1950, a rede de elétricos da Carris tinha um total de 76 km de rede (145 km de via dupla sendo 15 km para manobras em três estações), e uma frota de 405 carros motorizados e 100 reboques sem motor (grande parte da qual de construção própria).

## História

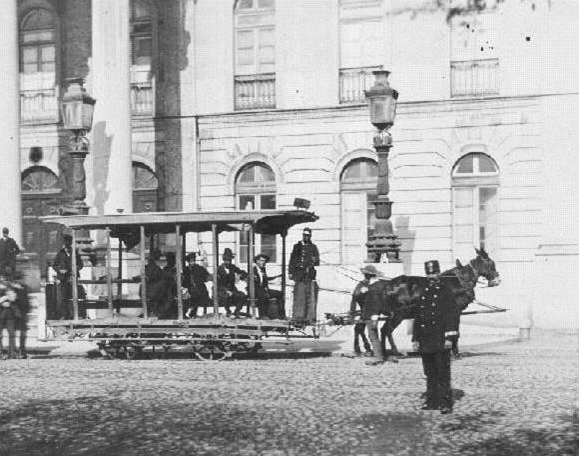
Carro americano no Rossio, em 1873.

### Precedentes
Antes da criação e entrada da Companhia Carris de Ferro de Lisboa nos transportes lisboetas, Lisboa dispunha de uma rede de transportes precária, desorganizada, e pouco significante em contexto europeu. Esse sistema dependia muito da generosidade de pequenos proprietários com reduzidas condições de investimento e vulneráveis às flutuações de mercado, do que de uma organização empresarial robusta, moderna e eficiente. Mesmo assim, várias empresas que serviam a urbe lisboeta procuraram adotar um sistema de serviço que conciliasse as áreas industriais a oriente e a ocidente do centro urbano, e este com os múltiplos locais, rurais e semirrurais, que circundavam a cidade, como as empresas Carruagens Lisbonenses e Companhia de Carruagens Omnibus que efetuavam serviços para Sintra, Loures e Mafra. Entretanto, estas eram inviáveis financeiramente, o que causava aumentos nos preços das tarifas de bordo.

### Início e Carros americanos
Um ano depois de ser criada, a Companhia dos Carris de Ferro de Lisboa entrou no mercado lisboeta em 1873, fruto de um contrato feito com a Câmara, que dava a Carris a exploração de 3 linhas junto ao eixo ribeirinho: Belém - Santa Apolónia, Corpo Santo - Rato e Rossio - Igreja dos Anjos, com uma extensão de 40 quilómetros. O sucesso não demorou a aparecer, mas desde logo as numerosas concorrentes usavam e abusavam de práticas desleais, colocando abusivamente as suas carroças Omnibus na via da Carris, independentemente dos protestos desta, o que dificultava o seu serviço. Com isso, e com os eventuais contratos assinados em 1888, 1892, 1897 e 1898 com a Câmara, fez da Companhia Carris de Ferro de Lisboa, desde 1878, se tornar de longe a mais importante das concessonárias de transportes públicos de passageiros na capital portuguesa, assegurando as carreiras que explorava com veículos de tração muar rodando sobre os epónimos carris — os “carros americanos”. A rede de elétricos da cidade iria desenvolver-se a partir destas linhas, que se estendiam à época já a Algés, Xabregas, e Benfica, numa extensão de 38,6 km em 1884. Ainda na segunda metade do século XIX, vislumbrou-se o surgimento de uma identidade própria entre os trabalhadores da Carris, como a fundação precoce da Associação de Classe dos Empregados da Carris, ocorrida na década de 1880, e ganhando destaque a partir de 1901, viria a influenciar a vida associativa e a atuação sindical da empresa, especialmente após a publicação da Carta de Amiens, em 1906, e passou a influenciar as escolhas e estratégias da Companhia durante os primeiros 30 anos do século XX.
| Carreira | Percurso                                                         | Nº |
| -------- | ---------------------------------------------------------------- | -- |
| A        | Belém ⇆ Caminhos de Ferro                                        | 30 |
| B        | Algés ⇆ Avenida da Liberdade                                     | 45 |
| C        | Belém ⇆ Intendente                                               | 30 |
| D        | Belém ⇆ Praça D. Pedro IV (Rossio)                               | 30 |
| E        | Santo Amaro ⇆ Praça D. Pedro IV (Rossio) ⇆ Príncipe Real         | 90 |
| F        | Santo Amaro ⇆ Praça D. Pedro IV (Rossio) ⇆ Rato                  | 90 |
| G        | Santo Amaro ⇆ Caminhos de Ferro / Intendente / Avenida Liberdade | 30 |
| M        | Benfica ⇆ Praça D. Pedro IV (Rossio)                             | 30 |
| N        | Lumiar ⇆ Praça D. Pedro IV (Rossio)                              | 30 |
| P        | Santo Amaro ⇆ Praça do Município ⇆ Poço do Bispo                 | 30 |
| T        | Praça D. Pedro IV (Rossio) ⇆ Areeiro / Arco do Cego              | 10 |
| X        | Lavra ⇆ Jardim Zoológico (ascensor)                              | 10 |
| Y        | Poço do Bispo ⇆ Olivais                                          | ?? |

### Monopólio
“no caso da Companhia Carris de Ferro de Lisboa adquirir pelo menos nove décimas partes do total das empresas que exploram essa espécie de viação na cidade, facultando à parte restante a sua aquisição nas mesmas condições porque tratou as outras, (…) a Companhia obriga-se a pagar à Câmara ou quatro por cento da sua receita bruta, ou vinte e cinco por cento dos lucros líquidos, ou o mínimo de 12.000$000 de réis por ano.”— Nuno Gonçalo Simões Martins, A Companhia Carris de Ferro de Lisboa (1901-1926). Política, rede de transportes públicos e evolução urbana, p. 51
No contrato provisório de 1892 feito com a Câmara, previa-se que a empresa começasse a consolidar o seu monopólio na cidade. Seguindo a 2ª condição do contrato (referida na nota à direita), a câmara só receberia receita da Carris caso a empresa gerasse lucros anuais. O valor seria calculado após a dedução de custos operacionais, administrativos, impostos e possíveis dívidas. No entanto, como a Carris teria o monopólio do transporte na cidade, sem concorrência, a obtenção de lucros era praticamente certa. Isto precipitou acordos unilaterais com algumas companhias (como a Casa Rippert, a Viação Urbana a Vapor, a Salazar, a Char-à-bancs, a Jacinto, a Luzitana, a Simplício, a Florindo e a Nova Companhia dos Ascensores Mecânicos de Lisboa) com o passar dos anos, tendo em vista a aquisição de toda a propriedade (móvel), com outras concorrentes a vender a sua propriedade à Carris e tentar rentabilizar o pouco património de que dispunham. Foi eventualmente com os contratos de 1897 e 1898 que confirmaram a opção pela eletrificação e, concomitantemente, o monopólio da Carris, por pelo menos 99 anos. A única empresa que sempre resistiu à Carris foi a "Chora", do Grupo Eduardo Jorge (cujas operações em Lisboa subsistiram até à sua extinção em 1917).
Esse monopólio entretanto sempre foi alvo de críticas. A sua rival Nova Companhia dos Ascensores Mecânicos de Lisboa, em 1906 mandou um relatório para o Governo acusando objetivamente a Carris de a todo o custo querer “dominar só, dominar sempre, absorve[ndo] tudo, ela só exclusivamente”, alegando que as suas prerrogativas (da NCAML) estavam sendo atacadas com base em um plano de viação nunca discutido pela Câmara Municipal, que não foi isenta de críticas pela sua atitude passiva e favoritismo quando à CCFL, contribuindo para a consolidação dos seus privilégios sob o pretexto do interesse público e financeiro municipal, adicionando ainda que as modificações das bases do contrato, deveriam ser anuladas, uma vez que, “quando o contrato de 1898 estava completo e não mais podia alterar-se, é que a alguém lembrou a conveniência de lhe acrescentar mais alguma coisa, esquecendo que tal facto
resultava a falsidade do mesmo documento assim viciado no seu contexto”. Entretanto, mesmo com o comício em conjunto com a Associação de Classe dos Condutores e Cocheiros e outros industriais do setor, argumentando o quão prejudicial esse contrato seria, sendo uma tentativa de “safar da ruina essa Companhia e conseguintemente arruinar a Luzitana (empresa criada em 1893 por antigos funcionários da CCFL despedidos no seguimento de um período de greves)”, mesmo estas críticas durando bastante tempo, não impediu que essas alterações, e consequentemente, a exclusividade e o monopólio da Carris entrassem em vigor, estando em vigor até os dias atuais (mais de 100 anos depois do contrato ter sido concluído), o que ainda é alvo de críticas, especialmente pelo facto das operadoras de fora da capital, e agora a Carris Metropolitana, não poderem fazer serviço entre dois pontos dentro da capital, mesmo a última em alguns pontos tendo mais serviço que a própria Carris.

### Eletrificação

#### Tração elétrica por baterias a bordo
A Carris, enfrentando os altos custos e limitações da tração animal, passou a buscar alternativas mais rentáveis e económicas. Uma primeira tentativa de substituição da tração animal por elétrica decorreu em 1887, onde circularam experimentalmente dois carros equipados com baterias do sistema Julien & Reckzenhaum, entre Cais do Sodré, Santo Amaro e Algés; a imprensa foi convidada para o evento, no dia 15 de setembro. Apesar do desempenho satisfatório exibido na experiência, o negócio previsto com a empresa belga L’Eléctrique acabou por não se realizar, muito devido às limitações das tecnologias da época, permanecendo assim a tração animal até ao final do século.
Vou num carro elétrico, e estou reparando lentamente, conforme é meu costume, em todos os pormenores »(…)«
Os bancos do elétrico, de um entre-tecido de palha forte e pequena, levam-me a regiões, distantes, multiplicam-se-me em indústrias, operários, casas de operários, vidas, realidades, tudo.
Saio do carro exausto e sonâmbulo. Vivi a vida inteira.— (Vicente Guedes =) Bernardo Soares (= Fernando Pessoa), Livro do Desassossego (1.ª parte) (1910-1920)

#### Tração elétrica por fiação
Apesar da primeira experiência não ter tido o sucesso esperado, uma nova esperança surgiu em 1892, quando o jovem Alfredo da Silva, já na altura ocupando uma posição de destaque na Carris, foi enviado à Europa para estudar os primeiros sistemas de tramway elétrico, como o inaugurado em Clermont-Ferrand, na França. Com o relatório detalhado do retorno de Alfredo, a administração concluiu, em 1894, que a renovação da frota por meio da tração elétrica era a solução para enfrentar a crise, e mostrava-se as intenções da Carris. Entretanto, face à situação económica da empresa, esta não dispunha do avultado capital necessário para avançar com este investimento. Por questões conjunturais, era praticamente impossível obter o financiamento necessário em Portugal. No contexto de urgente necessidade de expandir a rede de transporte – em cumprimento dos contratos com a Câmara Municipal de Lisboa (CML), a Carris viu-se forçada a recorrer a capitais externos, o que fomentou que durante o biênio 1899/1900, um grande grupo econômico sobretudo inglês injetasse recursos seguindo uma tendência observada na Europa, impulsionando não só o setor dos transportes, como também das telecomunicações e energia, e alimentou a criação de empresas monopolizadoras, estimulando a inovação e o desenvolvimento económico.
Foi assim que a 16 de fevereiro de 1899, realizou-se uma assembleia na qual, por unanimidade, foi aprovado o parecer de uma comissão interna para estabelecer as bases de um contrato de arrendamento com o consórcio inglês Lisbon Electric Tramways Limited (LETL), pertencente à Wernhem, Beit & C.ª. O contrato, assinado em 7 de julho de 1899, tinha como objetivo “transformar” as linhas da companhia sem transferir as concessões, garantindo aos acionistas rendimentos fixos ou variáveis e protegendo os capitais dos investidores portugueses. Para definir as obrigações da nova empresa inglesa, foi elaborado o Instrumento de Constituição da LETL, datado de 17 de julho de 1899, documento que permaneceu, com poucas modificações, como referência até a década de 1970. Neste instrumento, a LETL adquiriu direitos exclusivos para explorar toda a infraestrutura (linhas, veículos, instalações e imóveis) e operar no setor energético, embora suas ações fossem limitadas pelas obrigações previamente assumidas com a CML e os acionistas portugueses.
Como medida inicial, a LETL comprometeu-se a investir o montante necessário em reais para quitar todas as dívidas da Carris, além de depósitos de artigos consumíveis. A partir de 31 de dezembro de 1898, a CCFL passou a remunerar todos os lucros, o que, aliado à regularização dos serviços de juros e amortização desde o segundo semestre de 1899, melhorou substancialmente as contas da empresa. Entretanto, o progresso das negociações revelou divisões entre vereadores da CML e industriais do setor. Enquanto os grandes grupos económicos se beneficiavam dos acordos, pequenos industriais viam-se prejudicados. O vereador Patrocínio Marques, crítico dos monopólios, argumentava que o contrato garantia à Carris apenas uma ação indireta sobre os compromissos firmados com a Câmara, o que levou o Ministério do Reino a postergar a autorização do contrato até que a LETL assumisse, em 6 de dezembro de 1899, o compromisso de respeitar a jurisdição dos tribunais portugueses – situação que não deixou de gerar controvérsias quanto à política de subconcessões. Ainda em 1899, são encomendados todos os materiais necessários para a conversão do sistema animal para o sistema elétrico, tudo vindo de empresas norte-americanas. Isto porque, os novos veículos seriam bem mais pesados que os americanos (cerca de 5 vezes mais), algo que os carris da época não estavam preparado. Por isto, os carris, travessas e restante material de linha foram feitos pela Lorain Steel Company. Para soldar os trilhos, foi contratada a Hoffman Verstracte Manufacturing Company. Os 120 carros, de modelos abertos, foram encomendados à muito reputada John George Brill, e 75 carros fechados produzidos pela Saint Louis Car Company (subsidiária da Brill), acompanhadas de duas zorras, dotadas com um enorme tanque para lubrificar as vias.

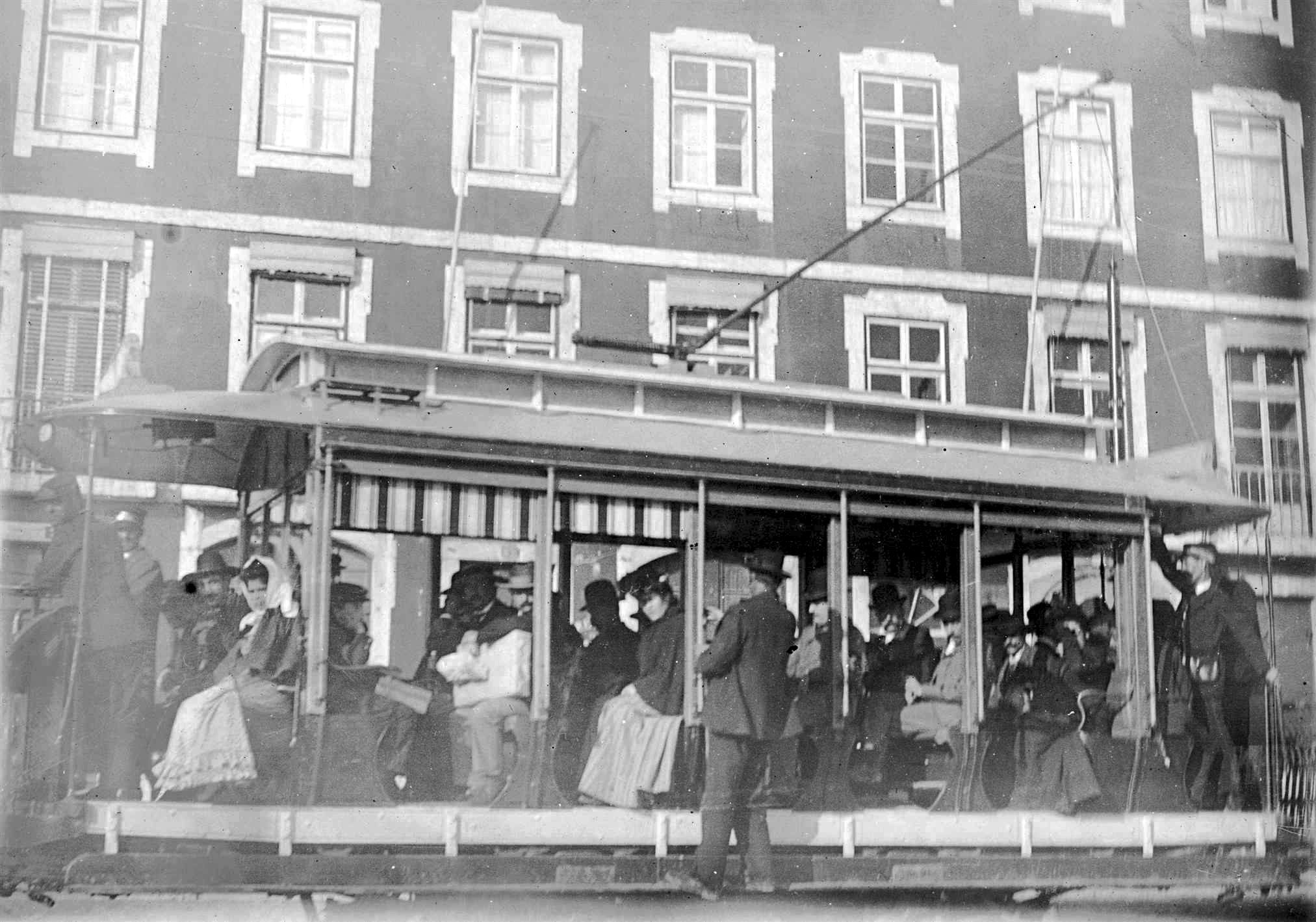
Elétrico no Cais do Sodré, em 1901.

No dia 3 de março de 1900, a direção da CCFL firmou um acordo com o Governo para adquirir 6.102m² de terreno na zona de Santos (Cais da Viscondessa), pelo custo de 61.025$000 réis, destinado à construção da primeira central termoelétrica de carvão em Portugal com o propósito exclusivo de fornecer energia à rede viária (denominada "Geradora"). Apesar das contestações das Companhias Reunidas de Gás e Eletricidade e da Companhia Real dos Caminhos-de-Ferro, a edificação teve início a 1 de maio de 1900, com a construção dos espaços para a casa das máquinas e das caldeiras. A central foi inicialmente equipada com cinco caldeiras Bobcock & Wilcox, com “4870 pés quadrados”, e três máquinas a vapor a carvão, produzidas pela McIntosh, Seymour & Co, cada uma com 1200 cavalos de potência, equipamentos que passaram por constantes ampliações nas três primeiras décadas do século XX para acompanhar o crescimento da rede. Durante os primeiros anos da Grande Guerra, a central elétrica teve um papel crucial ao, por iniciativa própria e a pedido da Câmara Municipal de Lisboa, fornecer luz elétrica a grande parte da cidade. Entretanto, a crise de abastecimento, agravada pela dificuldade na importação de carvão das ilhas britânicas, a adoção de combustíveis alternativos (como o óleo) e a desvalorização do escudo em relação à libra - impôs um período de dificuldades financeiras à Carris. Até 1954, ano da passagem da alimentação da rede para a Rede Elétrica Nacional (ficando a Central de Santos um ponto de apoio à rede), a geradora estendeu a sua teia de cabos de alta tensão em simultâneo com a rede de tração tendo, para o efeito, sido criado múltiplas subestações pela cidade situadas, de grosso modo, nas novas garagens de apoio à frota de elétricos e autocarros, até ao seu encerramento nos anos oitenta.

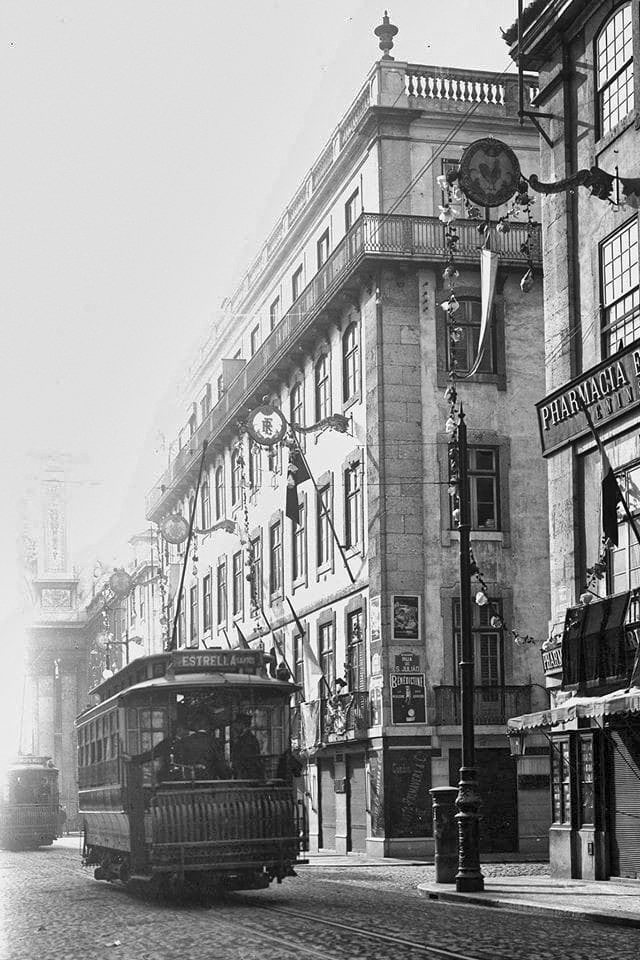
Elétrico na Rua Augusta, em 1905.

A eletrificação dos transportes teve início com a inauguração do serviço elétrico em 31 de agosto de 1901 entre o Cais do Sodré e São José de Ribamar, marcando o ponto de partida para uma série de expansões e ajustes de itinerários.

### Consolidação e Expansão (1901-1957)
A eletrificação, iniciada em 1901, transformou radicalmente o transporte em Lisboa. A substituição do sistema de tração animal pelo elétrico reduziu as distâncias e facilitou a mobilidade urbana, estabelecendo as bases para os “Carros do Povo” e a rede crescerem rapidamente, uma vez que parte da infraestrutura já existia da época dos "americanos", eventualmente integrando os bairros com o centro da cidade, e assim, alargando e mudando a rede de maneira a que fizesse uma concorrência agressiva às empresas concorrentes na capital (o que culminou por exemplo, na compra majoritária da NCAML pela LETL, subjugando a sua rival que só foi absorvida à Carris em 1926). Com a compra da NCAML, nela se integrou por desmontagem também os dois ascensores de cabo (Estrela e Graça) pertencentes à empresa; As únicas exceções foram os seus funiculares (Glória, Bica, e Lavra), mantidos sem alterações técnicas (devido à especificidade dos seus percursos, de grande inclinação), funcionado em intermodalidade, tal como, naturalmente, os seus elevadores verticais (Santa Justa, Biblioteca, e Chiado).
| Data       | Percurso                                                                             |
| ---------- | ------------------------------------------------------------------------------------ |
| 31/08/1901 | Cais do Sodré ⇆ Belém ⇆ Algés                                                        |
| 08/09/1901 | Algés ⇆ Dafundo                                                                      |
| 15/09/1901 | Cais do Sodré ⇆ Praça do Comércio ⇆ Rossio ⇆ Alexandre Herculano                     |
| 29/09/1901 | Praça do Comércio ⇆ Caminhos de Ferro                                                |
| 02/11/1901 | Rossio ⇆ Avenida Almirante Reis ⇆ Intendente                                         |
| 22/02/1902 | Intendente ⇆ Arco do Cego                                                            |
| 13/04/1902 | Intendente ⇆ Areeiro                                                                 |
| 20/04/1902 | Rossio ⇆ São Sebastião da Pedreira ⇆ Jardim Zoológico                                |
| 25/05/1902 | Jardim Zoológico ⇆ Benfica (Avenida Grão Vasco)                                      |
| 30/07/1902 | Alexandre Herculano ⇆ Saldanha ⇆ Campo Pequeno ⇆ Entrecampos ⇆ Campo Grande ⇆ Lumiar |
| 07/12/1904 | Rossio ⇆ Conde Barão ⇆ Lapa ⇆ Estrela                                                |
| 02/06/1905 | Estrela ⇆ Campo de Ourique ⇆ Rato ⇆ Alexandre Herculano ⇆ Rossio                     |
| 17/07/1906 | Sapadores ⇆ Graça ⇆ São Tomé ⇆ Rua da Conceição ⇆ Rossio ⇆ Gomes Freire              |
| 20/08/1906 | Largo Luís de Camões ⇆ Estrela (Elevador da Estrela)                                 |
| 10/11/1906 | Carmo ⇆ Príncipe Real                                                                |
| 02/11/1907 | Príncipe Real ⇆ Rato ⇆ Amoreiras ⇆ Campolide                                         |

Em 1908, com a vitória do Partido Republicano Português nas eleições municipais, a nova vereação passou a defender o ideal republicano e a implementar um projeto de governo modernizador. Essa mudança política visava, entre outros objetivos, a revisão dos contratos herdados dos governos monárquicos, especialmente os que asseguravam à Carris o monopólio da exploração do transporte lisboeta. As tendências económicas, sociais e concorrenciais, aliadas a ligações políticas singulares e a uma vivência empresarial particular, levaram a Carris a adotar um posicionamento que, em certos momentos, chegou a confrontar a própria câmara lisboeta, tornando-se fonte de controvérsia e conflito em períodos posteriores, demonstrando como as pressões sociais e políticas influenciaram as negociações e as relações de ambas. Alienado ao clima político de incerteza e instabilidade, as restrições impostas pela câmara municipal, a mudança de regime passou a limitar a expansão da rede, que só foi parcialmente compensada com a introdução experimental de carreiras de autocarros e, posteriormente, com a integração da NCAML à Carris em 1926. Com o tempo, a nova edilidade, fortalecida pelo ambiente republicano, impôs diversas medidas à CCFL. Entre elas, destacam-se:
- O cancelamento do contrato de 1892, eliminando a taxa onerosa de 500$000 réis por carro;
- A unificação dos contratos anteriores em um único documento;
- A reestruturação do sistema de transporte, que envolveu:
  - A aceleração da conversão dos ascensores (Glória, Bica e Lavra);
  - A modificação do ascensor Camões - Estrela para viabilizar o uso dos elétricos;
  - Introdução do itinerário Sete Rios - Carnide (adiado sine die pela Carris várias vezes);
- Ampliação e reorganização da frota, com exigência de aumento do número de carros e regulamentação dos tempos de trabalho, repouso e férias dos tripulantes.

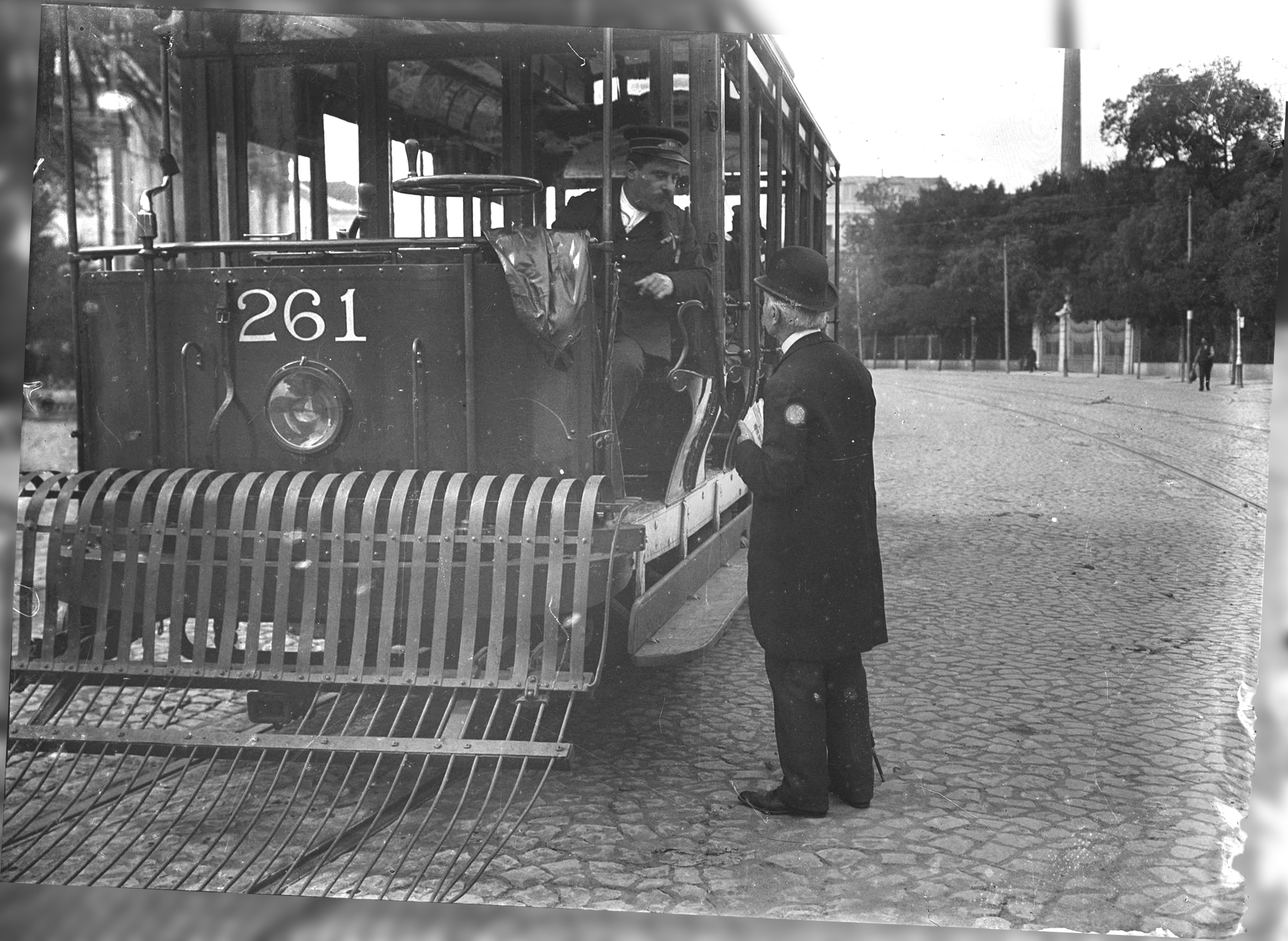
O presidente Teófilo Braga, informando-se da partida do elétrico em direção ao seu ministério, em 1911.

Um desses conflitos entre a Câmara e a Carris surgiu com o objetivo da câmara de reduzir tarifas, ampliar a oferta e reorganizar os serviços de transporte, aonde a primeira propôs a derrogação do contrato de 1892 (cujo prazo já havia sido prorrogado e que estabelecia um conjunto fixo de carreiras e viagens obrigatórias), mais alguns pontos impostos anteriormente (como a unificação dos contratos ou a introdução do itinerário Sete Rios - Carnide). Em reação, a Carris não só rejeitou, como aumentou imediatamente as tarifas nos trajetos do Serviço Central (incluindo os percursos da NCAML) e sustentou que o contrato de 1898 não impunha as condições tarifárias estabelecidas no contrato anterior, buscando assim reafirmar seu direito de estruturar a rede de transportes.
Em 28 de outubro de 1912, a CCFL solicitou, por meio de ofício à vereação lisboeta, a concessão de um serviço experimental de automóveis de passageiros para atender às “necessidades de viação” em bairros como Carnide, Ajuda e Alto do Pina. Paralelamente, foram propostas sete carreiras de excursões sazonais (ligando o centro a Sintra, Loures, Mafra, Caneças, Ericeira, Bucelas e Alenquer). Por não terem tido a adesão suficiente, rapidamente foram descontinuados. Em agosto de 1914, iniciou-se o serviço regular no trajeto Sete Rios - Carnide, com intervalos de até 60 minutos e tarifa de 50 réis, e menos de um mês depois, a CCFL apresentou nova proposta com duas carreiras adicionais: uma ligando o Largo dos Jerónimos ao Largo da Boa Hora e outra do Intendente ao Alto de São João. Também nessa alturas houve algumas extensões e mudança nas carreiras dos elétricos, como a linha "Belém - Intendente" extendida até à Avenida Almirante Reis em 1914 e eventualmente ao Bairro do Alto Pina em 1919, e a implementação de viagens diretas para as carreiras de Benfica, Lumiar e Dafundo para agilizar o serviço destas em 1918.

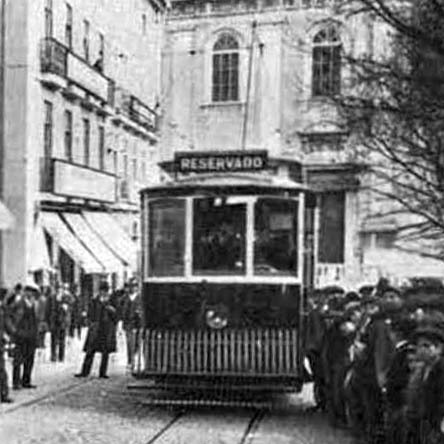
Elétrico na Praça Luís de Camões, em 1914.

Com a eclosão da Primeira Guerra Mundial, a partir de 1914, as dificuldades económicas em Portugal agravaram-se, afetando o comércio externo e, consequentemente, o abastecimento de matérias-primas essenciais para a manutenção dos elétricos e da geradora de Santos. A Carris, dependente de importações (especialmente dos mercados ingleses e americanos) para adquirir motores, componentes elétricos, aço e ferro, enfrentou severas limitações para reparar e conservar os seus equipamentos, ocasionando frequentes interrupções no serviço dos elétricos. A escassez de carvão, fundamental para o funcionamento da central, levou à adoção de combustíveis alternativos e ao aumento abrupto dos custos operacionais, afetando diretamente as tarifas, condicionando e afetando a atuação da Carris em várias vertentes até meados dos anos 30.
Em agosto de 1916, já depois da entrada portuguesa na guerra, a Câmara introduziu regras rigorosas para a iluminação pública, obrigando as Companhias Reunidas de Gás e Eletricidade a reduzir pela metade a iluminação a gás. O Governador Civil de Lisboa, Domingos Lopes Fidalgo, também fez cumprir o Decreto-lei nº 2.922, de 30 de dezembro de 1916, que proibia a circulação de veículos elétricos após as 23 horas, medida destinada a poupar carvão, o que ditou a supressão de carreiras consideradas de baixo rendimento e não essenciais para o serviço da Carris, como as carreiras "Caminho de Ferro - Intendente / Areeiro" e "Lavra - Jardim Zoológico".

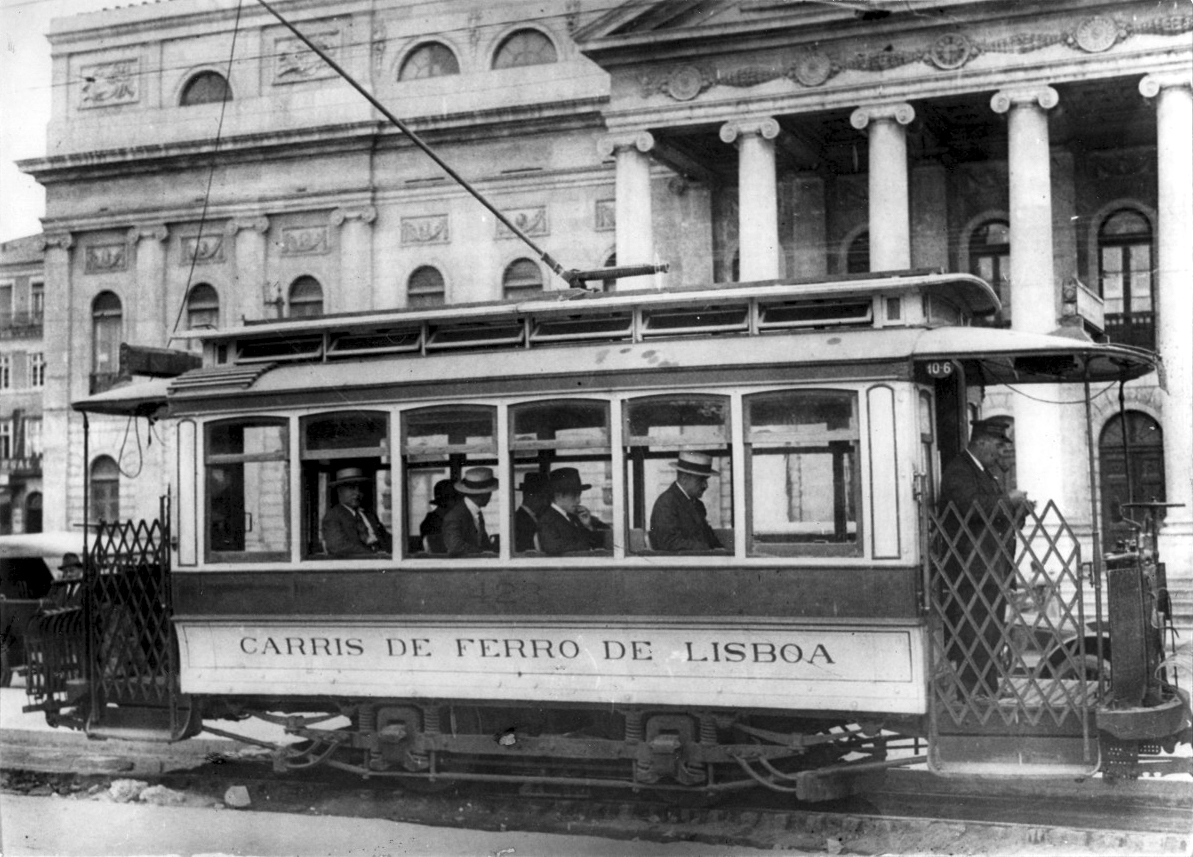
Elétrico no Rossio, em 1925

Estas mudanças também fizeram com que a NCAML, responsável pela exploração dos ascensores, visse a substituição dos seus equipamentos para a adaptação à tração elétrica adiada, devido às restrições técnicas impostas pela guerra. As Companhias Reunidas de Gás e Eletricidade também sofreram interferências, obrigando-as a reduzir a sua produção de gás e, simultaneamente, utilizar o carvão excedente da CCFL para reforçar suas turbinas em situações de avaria. O aumento repentino no custo do combustível e as dificuldades de abastecimento forçaram a Carris a recorrer a linhas de crédito para tentar manter as operações em meio à alta inflação e ao encarecimento do combustível, refletindo posteriormente em um encarecimento das tarifas e dos passes.

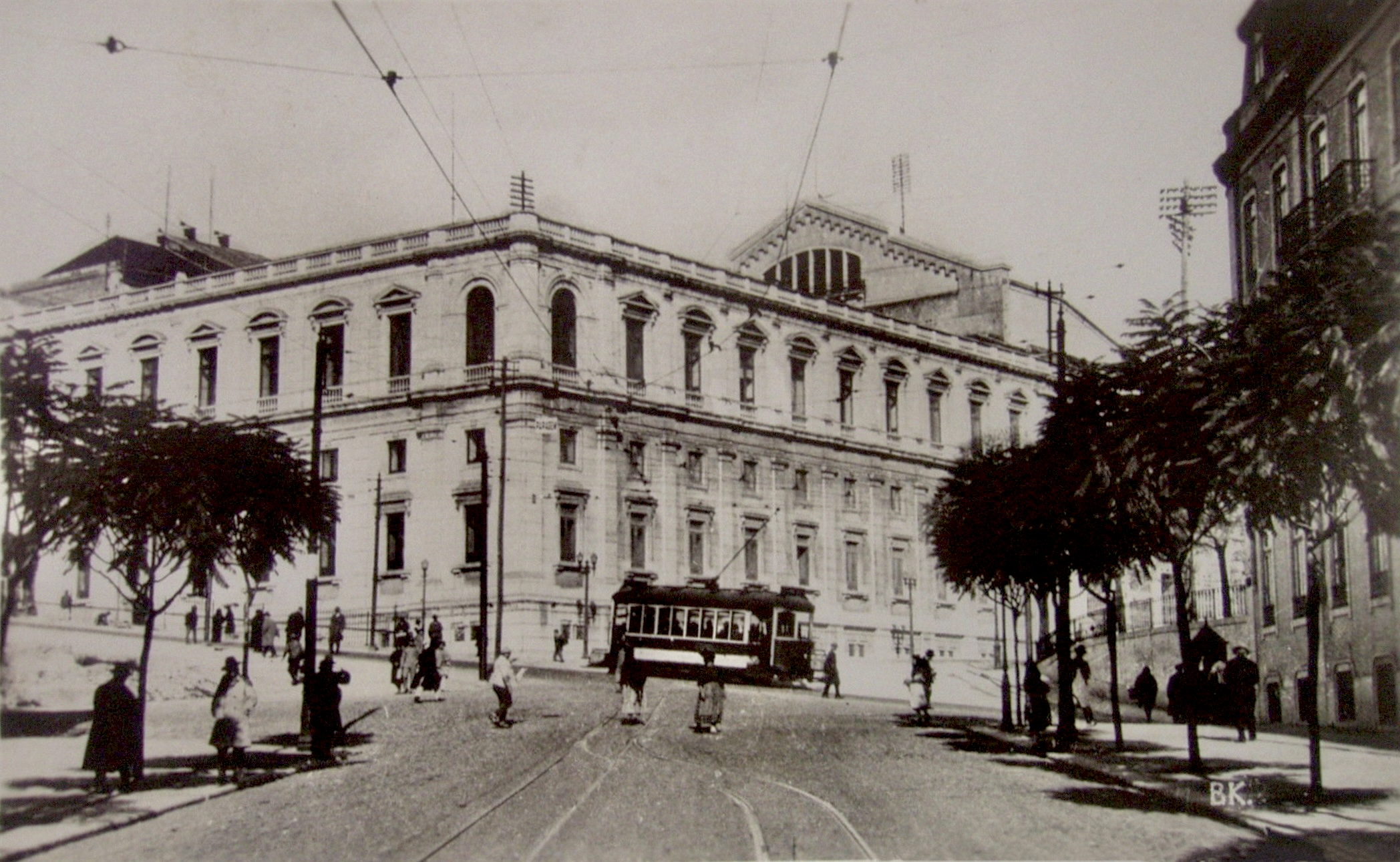
Elétrico em frente ao Palácio de São Bento, em 1926.

Inicialmente, a discussão tarifária buscava manter as margens de lucro pré-guerra, mas, em seguida, passou para o ajuste dos preços, de forma a acomodar as demandas dos trabalhadores que, em diversas ocasiões, conseguiram conquistas salariais e melhorias nas condições de serviço, mostrando o papel da Associação de Classe foi crucial para unificar um grupo heterogéneo de trabalhadores. Isso obrigou aos contratos a serem repensados, com diversos acordos e propostas, incluindo um empréstimo de cerca de 400 contos (ou 400 000 escudos) junto do Banco de Portugal, a criação de comissões e a constituição de um tribunal arbitral de tarifas, sob intervenção do Governo e do Ministério da Guerra, que buscaram harmonizar os interesses da CCFL, da Associação Industrial Portuguesa, da Câmara Municipal de Lisboa e dos trabalhadores da empresa. Entretanto, as negociações foram marcadas por conflitos, greves e até episódios de violência, que juntando à instabilidade política do período, agravada por episódios revolucionários, como a Noite Sangrenta, intensificou a incerteza no ambiente negocial, prejudicando ainda mais os resultados financeiros da Carris, que passou a apresentar défices recordes.
Em meio à crise, houve a necessidade de repor determinadas carreiras consideradas fundamentais para a mobilidade urbana. Entre estas, destacam-se as reposições das linhas dos “Carros do Povo” que atendiam os trajetos do Caminho de Ferro, do Intendente, de Belém e da Avenida Almirante Reis, todas em datas desconhecidas. O sistema de tramways sofreu intensas reconfigurações nos seus percursos, como os “Carros do Povo” foram repostos em trajetos essenciais, e em 1921 várias carreiras de elétricos serem retiradas do Rossio e desviadas para a vizinha Praça dos Restauradores. Apesar dos prejuízos e dos conflitos existentes, os resultados operacionais da Carris mantiveram-se comparáveis aos de outras companhias europeias.
| C.ª   | percurso |
| ----- | --- |
| 1     | Rossio ⇆ Restauradores ⇆ São Sebastião ⇆ Sete Rios ⇆ Benfica                                                                     |
| 2     | Rossio ⇆ Restauradores ⇆ Campo Pequeno ⇆ Campo Grande ⇆ Lumiar                                                                   |
| 3     | Caminhos de Ferro ⇆ Praça da Figueira ⇆ Avenida Almirante Reis ⇆ Arco do Cego ⇆ Campo Pequeno                                    |
| 4-5   | Restauradores ⇆ São Sebastião ⇆ Saldanha ⇆ Avenida Fontes Pereira de Melo ⇆ Avenida da Liberdade ⇆ Restauradores                 |
| 6     | Gomes Freire ⇆ São Lázaro ⇆ Martim Moniz ⇆ Praça da Figueira ⇆ Rossio ⇆ Restauradores ⇆ Avenida da Liberdade ⇆ Gomes Freire      |
| 8     | Rossio ⇆ Martim Moniz ⇆ Areeiro                                                                                                  |
| 9     | Poço do Bispo ⇆ Caminhos de Ferro ⇆ Praça do Comércio ⇆ Rossio                                                                   |
| 10-11 | Rossio ⇆ Praça da Figueira ⇆ Martim Moniz ⇆ Avenida Almirante Reis ⇆ Graça ⇆ Sé ⇆ Praça da Figueira ⇆ Rossio                     |
| 12    | Rossio ⇆ Martim Moniz ⇆ São Tomé                                                                                                 |
| 15    | Campo Pequeno ⇆ Restauradores ⇆ Rossio ⇆ Praça do Comércio ⇆ Cais do Sodré ⇆ Belém ⇆ Algés ⇆ Dafundo                             |
| 16    | Caminhos de Ferro ⇆ Praça do Comércio ⇆ Cais do Sodré ⇆ Belém                                                                    |
| 17    | Avenida Almirante Reis ⇆ Martim Moniz ⇆ Praça do Comércio ⇆ Conde Barão ⇆ Belém                                                  |
| 17A   | Alto da Pina ⇆ Avenida Almirante Reis ⇆ Martim Moniz ⇆ Praça do Comércio ⇆ Conde Barão ⇆ Santo Amaro                             |
| 18    | Rossio ⇆ Praça do Comércio ⇆ Cais do Sodré ⇆ Santos ⇆ Calvário ⇆ Boa Hora ⇆ Ajuda                                                |
| 19    | Arco do Cego ⇆ Avenida Almirante Reis ⇆ Martim Moniz ⇆ Praça do Comércio ⇆ Conde Barão ⇆ Alcântara ⇆ Santo Amaro                 |
| 20-21 | Rossio ⇆ Praça do Comércio ⇆ Cais do Sodré ⇆ Príncipe Real ⇆ Alexandre Herculano ⇆ Avenida da Liberdade ⇆ Restauradores ⇆ Rossio |
| 22-23 | Rossio ⇆ Praça do Comércio ⇆ Conde Barão ⇆ São Bento ⇆ Rato ⇆ Alexandre Herculano ⇆ Restauradores ⇆ Rossio                       |
| 24    | Carmo ⇆ Príncipe Real ⇆ Campolide                                                                                                |
| 25-26 | Rossio ⇆ Praça do Comércio ⇆ Conde Barão ⇆ Lapa ⇆ Estrela ⇆ Rua Amoreiras ⇆ Rato ⇆ Alexandre Herculano ⇆ Restauradores ⇆ Rossio  |
| 28    | Rossio ⇆ Conceição ⇆ Largo Luís de Camões                                                                                        |

deslizavam carros eléctricos pintados dum amarelo ovo magnificente. E a tilintada surpreendia o meu ouvido— Aquilino Ribeiro, Lápides partidas (1945)
Mas mesmo com os problemas da Carris não impediram a expansão da rede de elétricos: em 1926 a rede chegou ao Alto de São João, em 1930 a Carnide, em 1936 aos Cemitério dos Prazeres e em 1941 o ramal do Bairro do Arco do Cego. Construíram-se também novos segmentos, entre os quais se destacam a ligação entre a Graça e a Avenida Almirante Reis, em 1925, o percurso entre a Praça Luís de Camões e a Rua da Conceição, que é o que tem maior inclinação (13,5%) em toda a rede, e uma ligação entre Campolide e São Sebastião.[carece de fontes?]

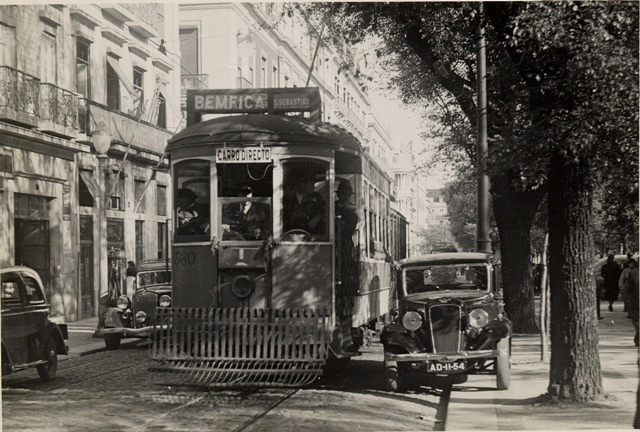
Elétrico 560 na Avenida da Liberdade, em 1950.

Na década de 1950, um terminal (ou paragem importante) da rede de elétricos da Carris esteve previsto para o local onde se situa hoje a estação Alto dos Moinhos do Metropolitano de Lisboa, aparentemente ligado ao resto da rede na linha da Estrada da Luz (carreiras 13 e 13A, para Carnide) via Rua Francisco Baía; ter-se-ia situado aproximadamente onde é hoje a junção das ruas Freitas Branco e Alçada Batista, servido o então planeado Estádio da Luz. Também existiram sugestões, anos antes e muito insistidas à Carris e à Câmara Municipal de Lisboa, de levar as carreiras de Benfica e do Lumiar até à Amadora (com apoio dos moradores da Amadora e da Câmara Municipal de Oeiras (da qual na altura a Amadora pertencia) e ao final da Calçada de Carriche (onde atualmente se situa o Senhor Roubado) com o apoio da Câmara Municipal de Loures (da qual na altura Odivelas pertencia), respetivamente. Ambas as ideias nunca se concretizaram.

Em 1957 terminou o ciclo de expansão da rede, com a inauguração do troço Alto de São João - Madre Deus, atingindo a rede o seu apogeu. Nesta época, a maioria das carreiras terminava no Rossio, na Praça do Comércio, no Martim Moniz ou nos Restauradores, e daí divergiam para toda a cidade.[carece de fontes?] No seu apogeu existiram cerca de 30 carreiras, como lista o quadro abaixo:
| C.ª    | percurso |
| ------ | --- |
| 1      | Restauradores ⇆ São Sebastião ⇆ Sete Rios ⇆ Benfica                                                                                |
| 2      | Restauradores ⇆ Campo Pequeno ⇆ Campo Grande ⇆ Lumiar                                                                              |
| 3      | Caminhos de Ferro ⇆ Praça da Figueira ⇆ Avenida Almirante Reis ⇆ Arco do Cego ⇆ Campo Pequeno ⇆ Bairro Arco do Cego                |
| 4-5    | Restauradores ⇆ São Sebastião ⇆ Saldanha ⇆ Avenida Fontes Pereira de Melo ⇆ Avenida da Liberdade ⇆ Restauradores                   |
| 6      | Restauradores ⇆ Avenida da Liberdade ⇆ Gomes Freire ⇆ Martim Moniz ⇆ Praça da Figueira                                             |
| 8      | Rossio ⇆ Martim Moniz ⇆ Areeiro |
| 9      | Poço do Bispo ⇆ Caminhos de Ferro ⇆ Praça do Comércio ⇆ Cais do Sodré ⇆ Santos                                                     |
| 10-11  | Praça da Figueira ⇆ Martim Moniz ⇆ Avenida Almirante Reis ⇆ Graça ⇆ Sé ⇆ Praça da Figueira                                         |
| 12E    | * Martim Moniz ⇆ São Tomé |
| 13     | Restauradores ⇆ São Sebastião ⇆ Sete Rios ⇆ Carnide                                                                                |
| 14-14A | Restauradores ⇆ São Sebastião ⇆ Campolide ⇆ Rato ⇆ Alexandre Herculano ⇆ Restauradores                                             |
| 15E    | * Praça do Comércio ⇆ Cais do Sodré ⇆ Belém ⇆ Algés ⇆ Cruz Quebrada                                                                |
| 16     | Xabregas ⇆ Caminhos de Ferro ⇆ Praça do Comércio ⇆ Cais do Sodré ⇆ Belém                                                           |
| 17     | Alto de São João ⇆ Praça do Chile ⇆ Avenida Almirante Reis ⇆ Martim Moniz ⇆ Praça do Comércio ⇆ Conde Barão ⇆ Belém                |
| 18E    | * Praça do Comércio ⇆ Cais do Sodré ⇆ Santos ⇆ Calvário ⇆ Boa Hora ⇆ Ajuda                                                         |
| 18A    | Praça do Comércio ⇆ Cais do Sodré ⇆ Conde Barão ⇆ Alcântara ⇆ Boa Hora ⇆ Ajuda                                                     |
| 19     | Arco do Cego ⇆ Avenida Almirante Reis ⇆ Martim Moniz ⇆ Praça do Comércio ⇆ Conde Barão ⇆ Alcântara ⇆ Santo Amaro                   |
| 20     | Cais do Sodré ⇆ Príncipe Real ⇆ Alexandre Herculano ⇆ Avenida da Liberdade ⇆ Restauradores ⇆ Rossio                                |
| 21     | São Sebastião ⇆ Arco do Cego ⇆ Alto de São João ⇆ Caminhos de Ferro ⇆ Alfândega                                                    |
| 22-23  | Rossio ⇆ Praça do Comércio ⇆ Conde Barão ⇆ São Bento ⇆ Rato ⇆ Alexandre Herculano ⇆ Restauradores ⇆ Rossio                         |
| 24E    | * Carmo ⇆ Príncipe Real ⇆ Campolide ⇆ São Sebastião ⇆ Arco do Cego ⇆ Praça do Chile                                                |
| 25-26  | ** Rossio ⇆ Praça do Comércio ⇆ Conde Barão ⇆ Lapa ⇆ Estrela ⇆ Rua Amoreiras ⇆ Rato ⇆ Alexandre Herculano ⇆ Restauradores ⇆ Rossio |
| 27     | São Sebastião ⇆ Arco do Cego ⇆ Alto de São João ⇆ Poço do Bispo                                                                    |
| 28E    | * Rossio ⇆ Conceição ⇆ Largo Luís de Camões ⇆ Estrela ⇆ Prazeres                                                                   |

(*) A designação adicional "E" data já do século XXI. (**) Corresponde parcialmente ao atual 25E

### Retração da rede na década de 60

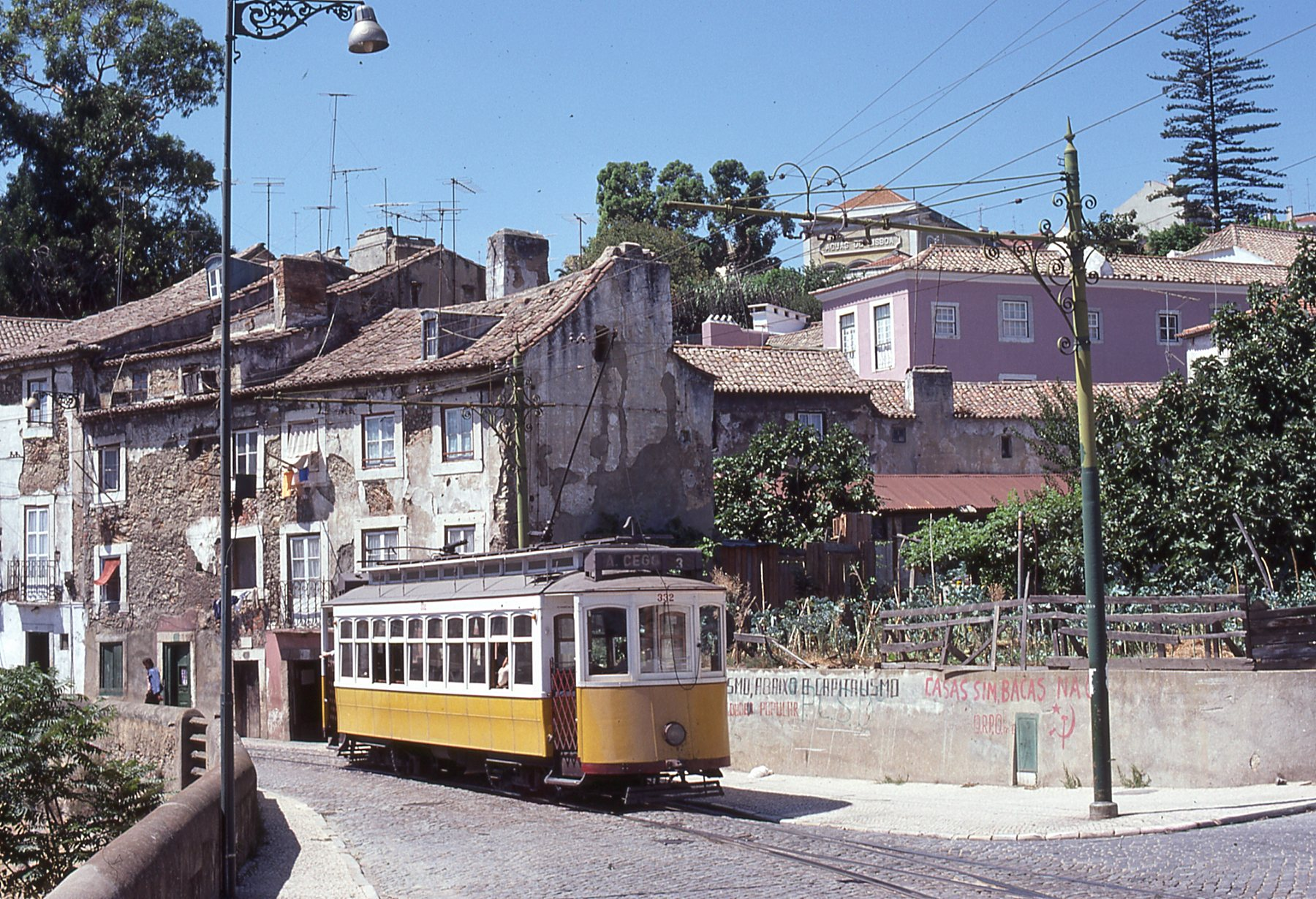
Carro 332 na carreira, passando na Calçada da Cruz de Pedra — note-se os caixilhos brancos (foto de 1977).

A 9 de abril de 1944 entraram em serviço os primeiros autocarros da Carris, que faziam serviços de e para o Aeroporto. Com a abertura do Metropolitano de Lisboa em 1959, as linhas de elétricos que circulavam no eixo Restauradores - Marquês de Pombal - Saldanha / São Sebastião foram retiradas e desviadas para outros eixos da cidade (como as linhas 1 e 13, desviadas para a Praça do Chile, ou a linha 2 que passou para o Martim Moniz, circulando pela Avenida Almirante Reis). Estes dois fatores contribuíram para o decréscimo da rede de elétricos. Eventualmente, o Metro motivou o fecho das carreiras em mais eixos (como o eixo Chile-Areeiro). Esta redução da capacidade de circulação motivou, já nos anos 1970, o encerramento das carreiras para Benfica, Carnide e Lumiar (apesar destas localidades não serem, à época, servidas pelo metropolitano). Nos anos que seguiram mais troços da rede foram sucessivamente abandonados. Em 1970, a Carris anunciou que os elétricos na capital veriam o seu fim até 1977.

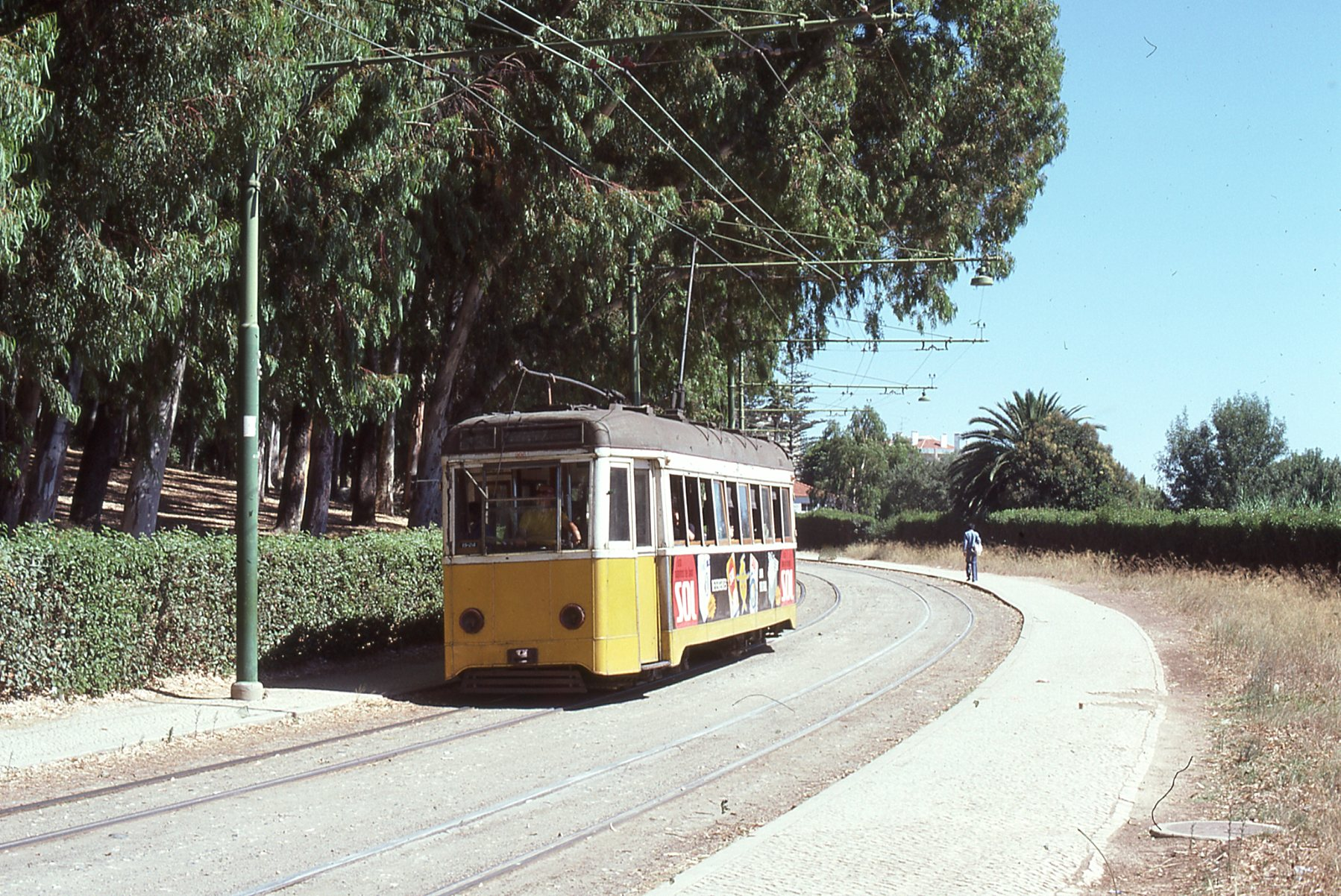
Elétrico 902 em 1977 no Estádio Nacional do Jamor.

Esta extinção anunciada inseria-se na tendência generalizada no século XX de favorecimento do transporte particular/individual sobre o público/coletivo, com enfoque consequente na valorização da rodovia sobre a ferrovia, e especificamente na supressão do modo ferroviário ligeiro urbano. Em Portugal este tipo de transporte não era visto diferentemente, e a época do pós-Guerra testemunhou localizadamente a sua retração (Porto e Sintra) e mesmo extinção (Coimbra e Braga) — numa tendência que só abrandaria já no século XXI, com reampliações (incl. em Lisboa) e mesmo novas redes (Porto e Almada). Veja-se a título de exemplo o projeto (não concretizado) de Faria da Costa para a frente ribeirinha entre o Cais do Sodré e o Cais das Colunas publicado em 1947, que preconizava a supressão do elétrico na Baixa bem como na Avenida 24 de Julho e Rua de São Paulo, a substituir por uma única linha na Rua D. Luís I ligando à Rua do Arsenal, e a desentrelaçar do término “em raquete” da Rua do Alecrim.
No entanto, com o aumento populacional na Grande Lisboa causado pela chegada dos “retornados” após a descolonização de 1975, bem como as crises petrolíferas de 1973 e de 1979, a extinção dos elétricos de Lisboa foi adiada, tendo-se inclusivamente registado uma ligeira ampliação em carreiras e horários. Marca deste encerramento atalhado subsistiu por alguns anos nos veículos de caixilharia de madeira, que se apresentava pintada de branco, ao invés de envernizada — revestimento menos durável mas mais económico utilizado em trabalhos de manutenção de frota efetuado na vigência desse encerramento anunciado e previsto.

### Retração da rede na década de 90

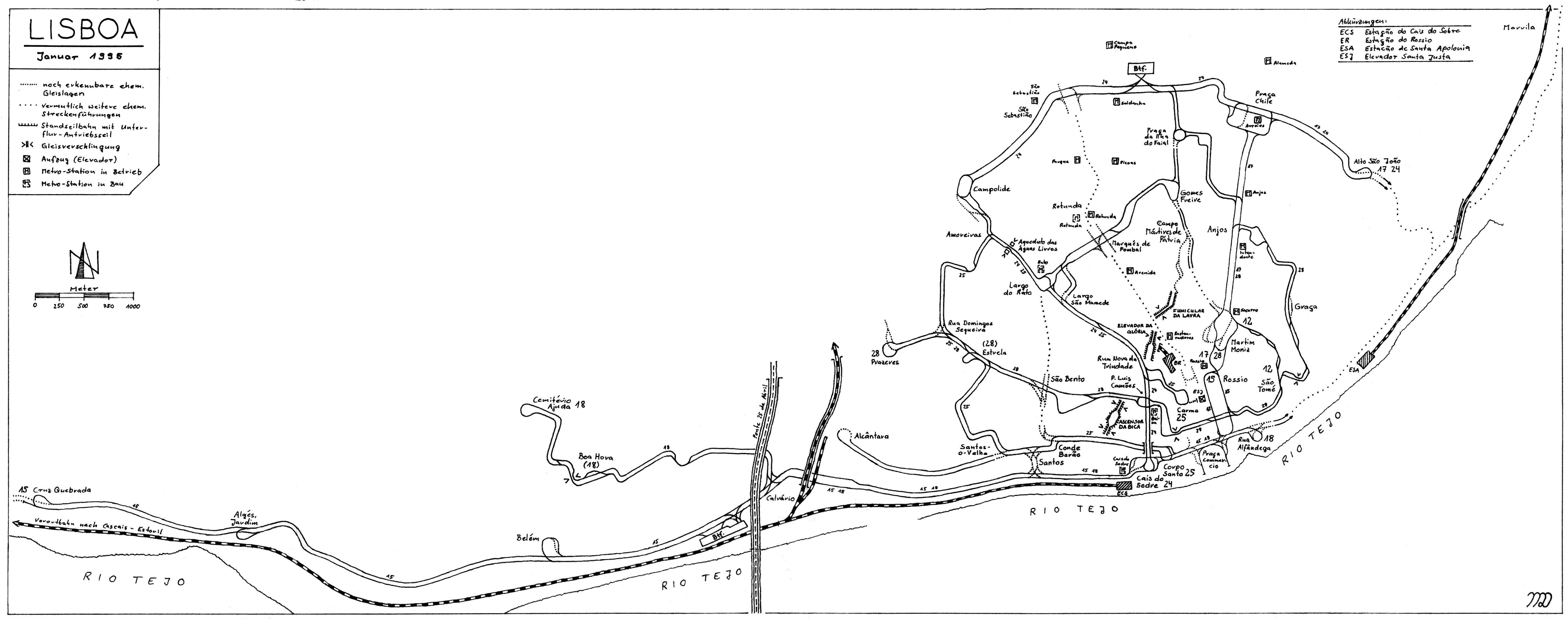
Rede em 1995, incl. linhas recém abandonadas.

Devido ao aumento crescente do tráfego em Lisboa, os elétricos não eram capazes de cumprir horários,[carece de fontes?] o que motivou uma nova série de encerramentos. Durante esta década, as carreiras 3, 10, 16, 17, 20, 25[carece de fontes?], 26, 27, 29, e 30 foram suprimidas. Encerraram também as estações das Amoreiras e do Arco do Cego. Já em 2000, esteve também pendente a supressão da carreira 18E, que não se concretizou depois de o anúncio ter causado revolta por entre a população local.
| C.ª   | percurso                                                | alterações                                                                      |
| ----- | ------------------------------------------------------- | ------------------------------------------------------------------------------- |
| 3     | Arco do Cego ⇆ Pç. Figueira ⇆ Poço do Bispo             | Supressão: 18 de novembro de 1991                                               |
| 10    | Cais do Sodré ⇆ Largo do Rato                           | Supressão: 18 de janeiro de 1991                                                |
| 12E   | * Martim Moniz ⇆ S. Tomé                                | Alteração: Circulação Martim Moniz (atual 12E)                                  |
| 15E   | * Praça do Comércio ⇆ Algés ⇆ Cruz Quebrada             | Encurtamento: a Algés (Jardim) em 1996 (atual 15E)                              |
| 16    | Belém ⇆ Praça do Comércio ⇆ Poço do Bispo               | Supressão: 18 de novembro de 1991                                               |
| 17    | Algés ⇆ Praça do Comércio ⇆ Pç. Figueira ⇆ Alto S. João | Supressão: 05 de maio de 1997                                                   |
| 18E   | * Praça do Comércio ⇆ Santos ⇆ Ajuda                    | (atual 18E)                                                                     |
| 19    | Arco do Cego ⇆ Pç. Figueira ⇆ Alcântara                 | Supressão : 07 de abril de 1991                                                 |
| 20    | Martim Moniz ⇆ Gomes Freire ⇆ Cais do Sodré             | Supressão : 17 de janeiro de 1994                                               |
| 23    | Pç. Chile ⇆ Alto S. João ⇆ Rua da Alfândega             | Supressão : 03 de outubro de 1992 / Abertura: 27 de fevereiro de 1991           |
| 24E   | * Carmo ⇆ Campolide ⇆ Alto S. João ⇆ Rua da Alfândega   | Supressão : 28 de agosto de 1995 / Reabertura : 24 de abril de 2018 (atual 24E) |
| 25-26 | Estrela ⇆ Martim Moniz ⇆ Gomes Freire ⇆ Estrela         | Supressão : 18 de janeiro de 1991 / (atual 25E)                                 |
| 27    | Campolide ⇆ Arco do Cego ⇆ Poço do Bispo                | Supressão : 20 de agosto de 1990                                                |
| 28E   | * Martim Moniz ⇆ Graça ⇆ Estrela ⇆ Prazeres             | (atual 28E)                                                                     |
| 29-30 | Estrela ⇆ Largo do Rato ⇆ Cais do Sodré ⇆ Estrela       | Supressão : 18 de janeiro de 1991                                               |

(*) A designação adicional "E" data já do século XXI.

### Modernização de 1995

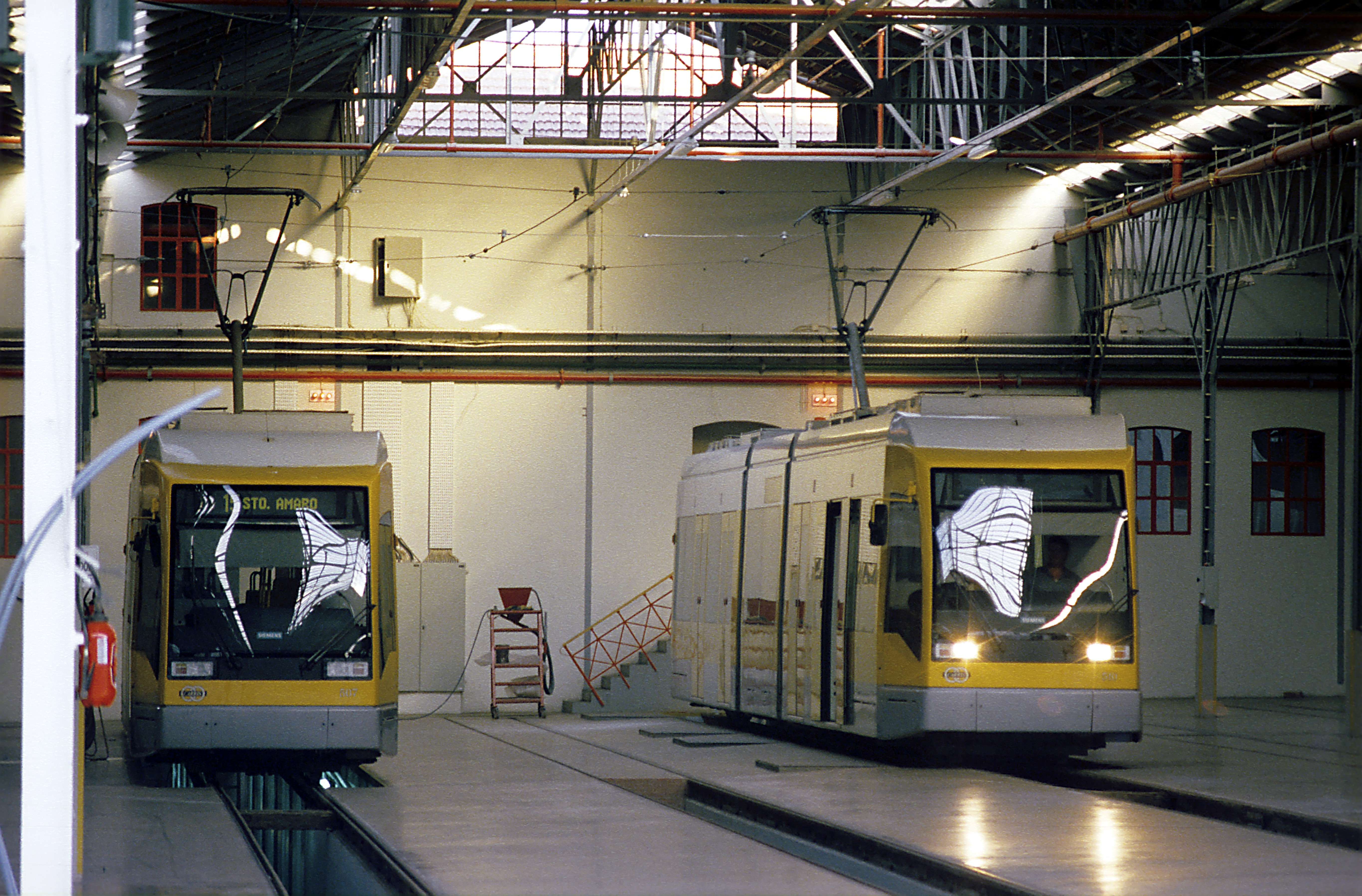
Dois elétricos articulados nas instalações da Estação de Santo Amaro.

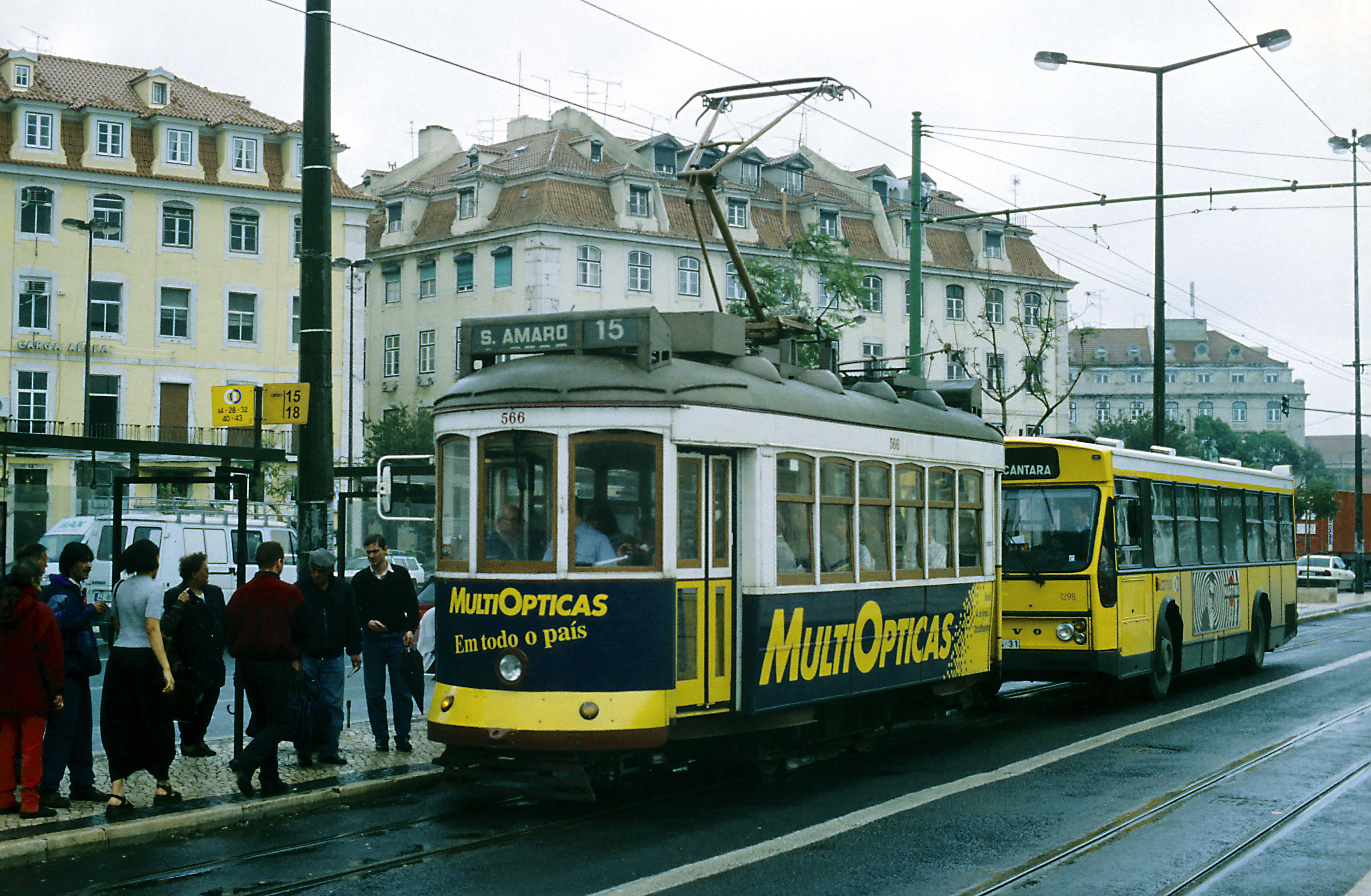
Elétrico 566 em 1998 no Cais do Sodré.

Em Fevereiro de 1995, a companhia Carris recebeu o primeiro dos 10 elétricos modernos articulados; os primeiros seis veículos foram encomendados pela empresa espanhola CAF, sendo os restantes quatro fabricados pela Sorefame. Nesta altura, planeava-se que os primeiros serviços a serem assegurados por estes veículos ligariam a Praça da Figueira a Algés, passando pelo Palácio de Belém e pelo Mosteiro dos Jerónimos (15E), com um intervalo entre composições, em hora de ponta, de 3 minutos. Também se previu, para mais tarde, estender os serviços destes veículos até Santa Apolónia e Cruz Quebrada, o que totalizaria cerca de 13 quilómetros. Previa-se que, com a sua capacidade, poderiam transportar até cerca de 4000 passageiros por hora, nas horas de ponta. Para a entrada dos novos veículos, e permitir maiores velocidades comerciais, a operadora Carris realizou vários trabalhos de modernização e preparação da via, como a substituição de carris, travessas e dos fios aéreos, e introduziu novos sistemas de semáforos; elevou, igualmente, a altura das plataformas, para facilitar o trânsito dos passageiros. A utilização de elétricos rápidos nos corredores com destino a Loures e à Expo’98, foi considerada, mas definitivamente preterida em 1997 pela opção de prolongar a rede do Metropolitano de Lisboa. Outros eixos para a circulação de elétricos rápidos articulados estavam porém ainda a ser considerados em finais de 1997, alargamento que acabou por não se verificar.
Com o objetivo de modernizar a restante rede “das colinas”, a Carris decidiu remodelar 45 veículos das séries 200 e 700, que foram renumerados 541 a 585. Estes elétricos são designados por “remodelados” e prestam serviço em todas as seis carreiras. O projeto de remodelação da autoria da firma Vossloh Kiepe conservou a carroçaria antiga com o design original Brill aperfeiçoado pela Carris até à década de 1920 (o chamado standard), consequentemente este modelo de elétrico é o mais procurado pelos turistas. A receção dos elétricos remodelados decorreu gradualmente entre Abril de 1995 e Julho de 1996. Para acompanhar a chegada dos elétricos remodelados e permitir a receção da corrente elétrica pelo hemipantógrafo, a Carris procedeu a obras de modernização da rede aérea em toda a extensão das carreiras 15E, 18E e 25E, e nas principais raquetes da rede.

## Rede

Rede abandonada/desmantelada (a preto) e rede em uso (a vermelho).

A rede é em bitola reduzida de 900 mm, uma medida invulgar, utilizada em muito poucos sistemas no mundo, sendo Linz a única rede urbana com bitola idêntica em funcionamento — a rede de elétricos de Braga, encerrada em 1963, também utilizava esta bitola, bem como alguns pequenos sistemas cavernícolas, alpinos, portuários, rurais, e/ou turísticos atuais (Molli, termas de Borjomi, e monte Nova Athos) e extintos (em Detroit, em Florença, e na Pomerânia).
A alimentação é de 600 V em corrente contínua; como habitual neste tipo de transporte, é feita por cabo metálico isolado e nu suspenso sobre a via.

## Carreiras

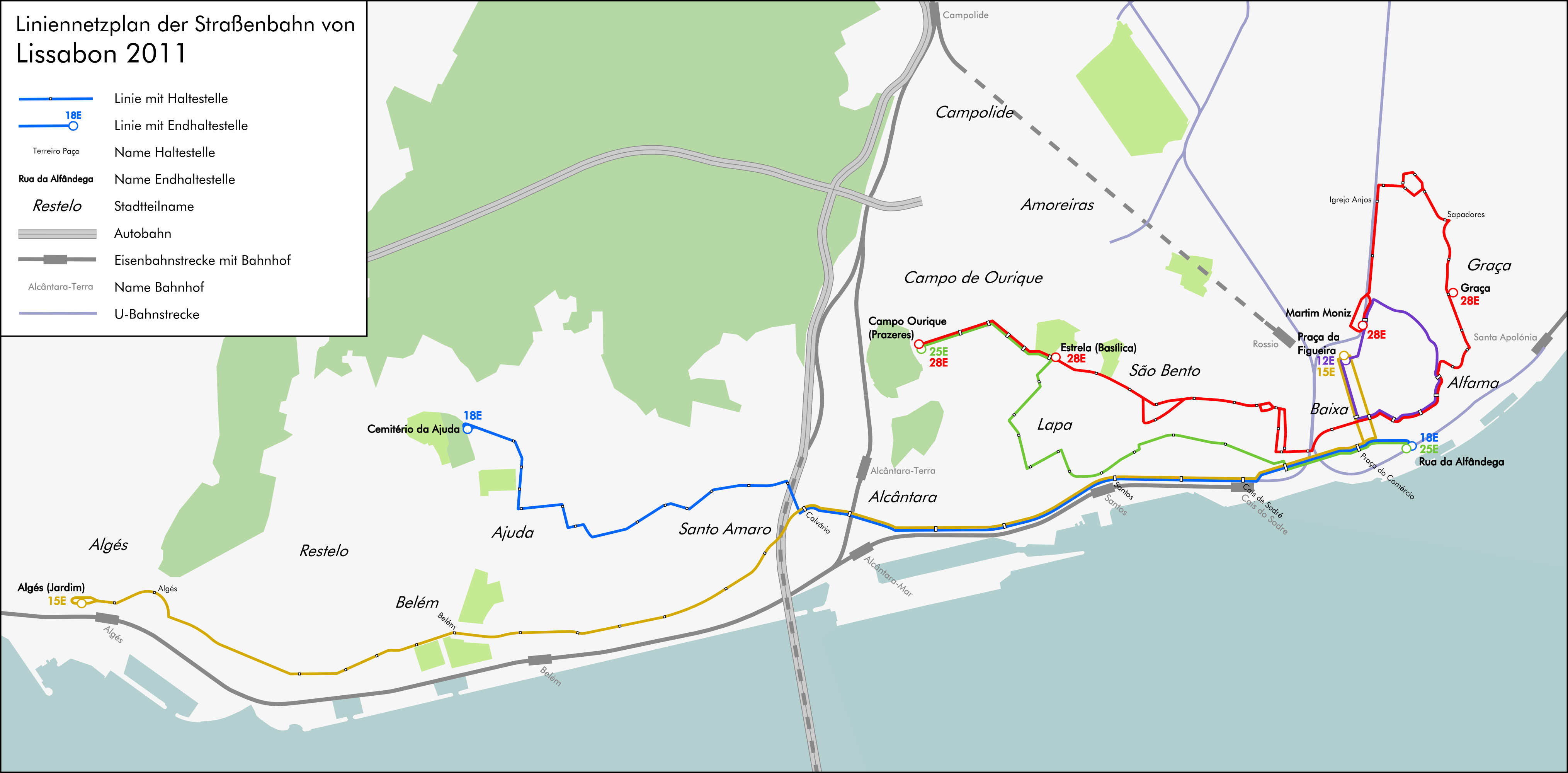
Carreiras em operação em 2011.

As seis carreiras de elétricos prestam serviço na zona urbana da Carris (Lisboa), mas a carreira 15E sai da cidade de Lisboa e serve a localidade de Algés, no concelho de Oeiras.
De acordo com declarações feitas em 1997 por Hélder Oliveira, presidente da Carris, os 45 carros remodelados seriam suficientes apenas para seis carreiras. Desde então, a Carris teria por duas décadas apenas cinco carreiras (até à reabertura da 24E em 2018); durante este período, sete dos 45 remodelados, mais de 15%, foram convertidos em elétricos de turismo (n.os frota: 5-9+11-12).[carece de fontes?]
As atuais carreiras são:
- 12E Martim Moniz (Circulação)
- 15E Praça da Figueira ⇄ Algés
- 18E Cais do Sodré ⇄ Cemitério da Ajuda
- 24E Praça Luís de Camões ⇄ Campolide
- 25E Praça da Figueira ⇄ Campo de Ourique (Prazeres)
- 28E Martim Moniz ⇄ Campo de Ourique (Prazeres)

### Carreira 12E

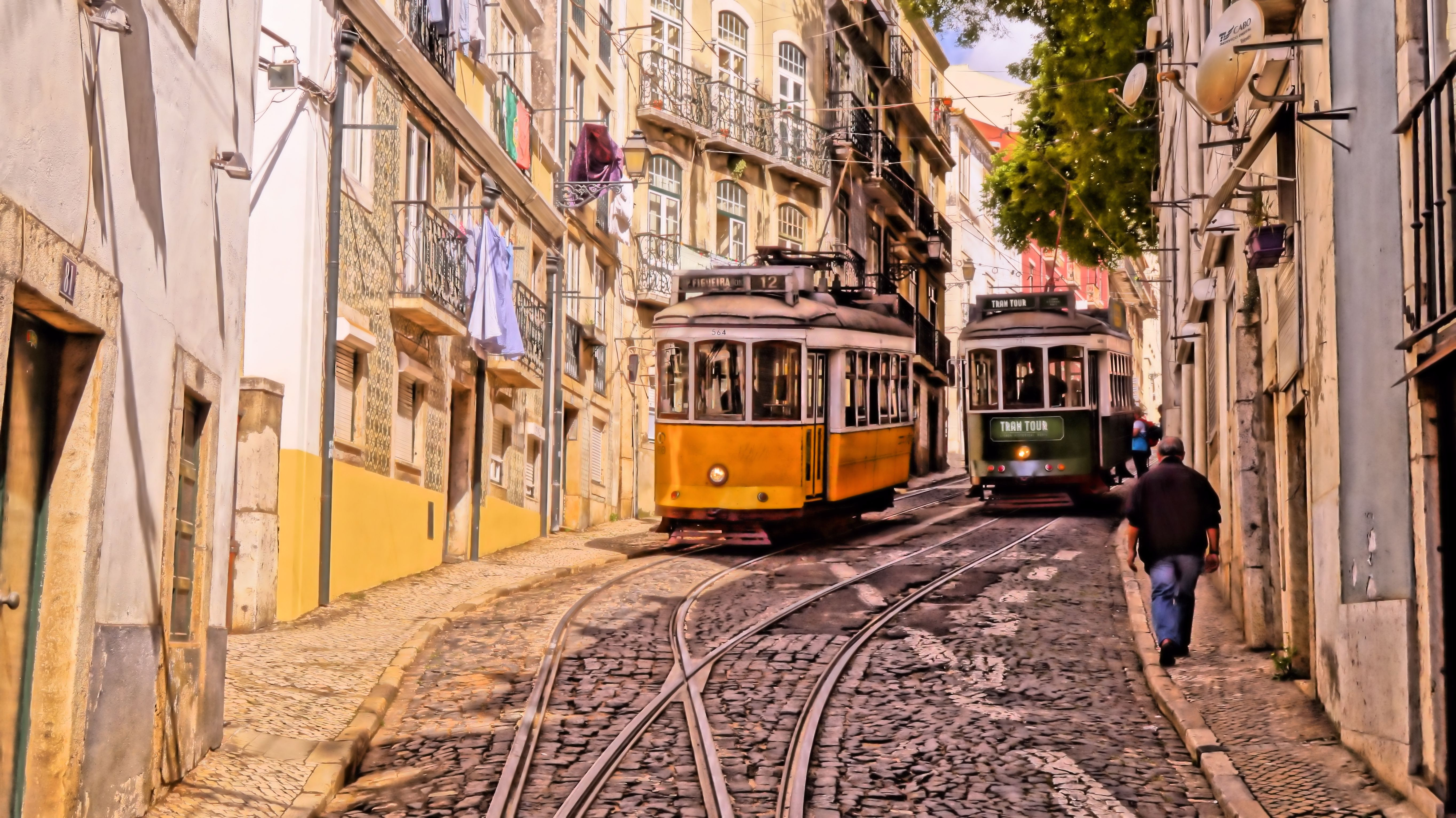
Troço em via única, a São Vicente.

É uma carreira de carácter local, rodeando o monte do Castelo de São Jorge. Foi inaugurada em 1915 sobre o traçado do extinto Elevador da Graça e, após prolongada a São Tomé, manteve-se sem grandes alterações no seu percurso durante quase todo o século XX. A atual configuração circular data do final de 1997, com passagem a via única e prolongamento de São Tomé ao Martim Moniz via Portas do Sol, Sé, Madelena, Rua da Prata, e Praça da Figueira.

### Carreira 15E

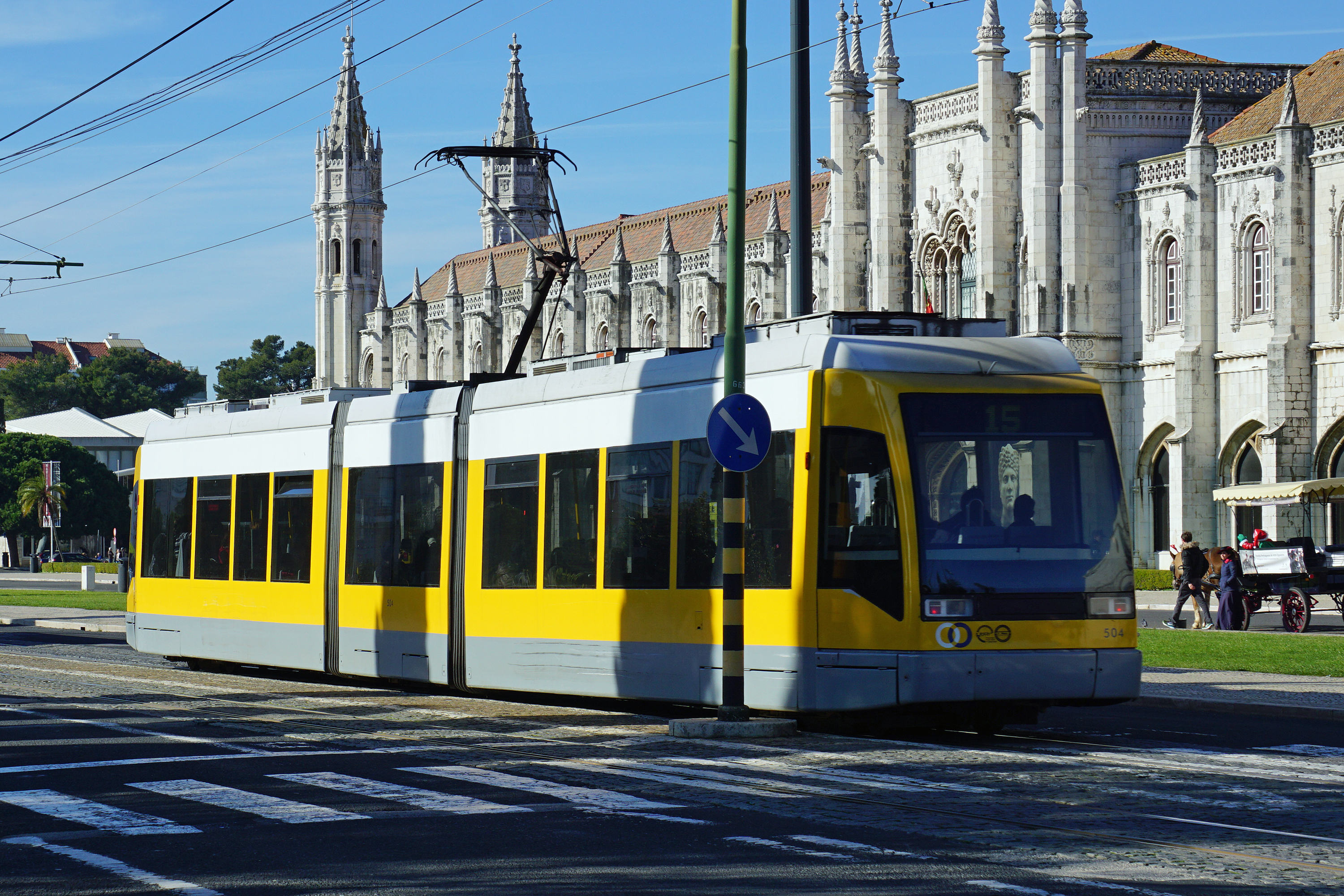
passando frente aos Jerónimos.

É uma carreira que serve a zona ribeirinha de Lisboa ligando Algés à Praça da Figueira. Foi a primeira carreira da rede de elétricos de Lisboa, inaugurada em 1901. Em 1995 sofreu uma modernização da sua infraestrutura e da sua frota com a entrada em circulação dos elétricos articulados. Em 2019, no âmbito da aquisição dos 15 novos elétricos, foram anunciadas as expansões à Cruz Quebrada, por um lado, e ao Parque das Nações.

### Carreira 18E

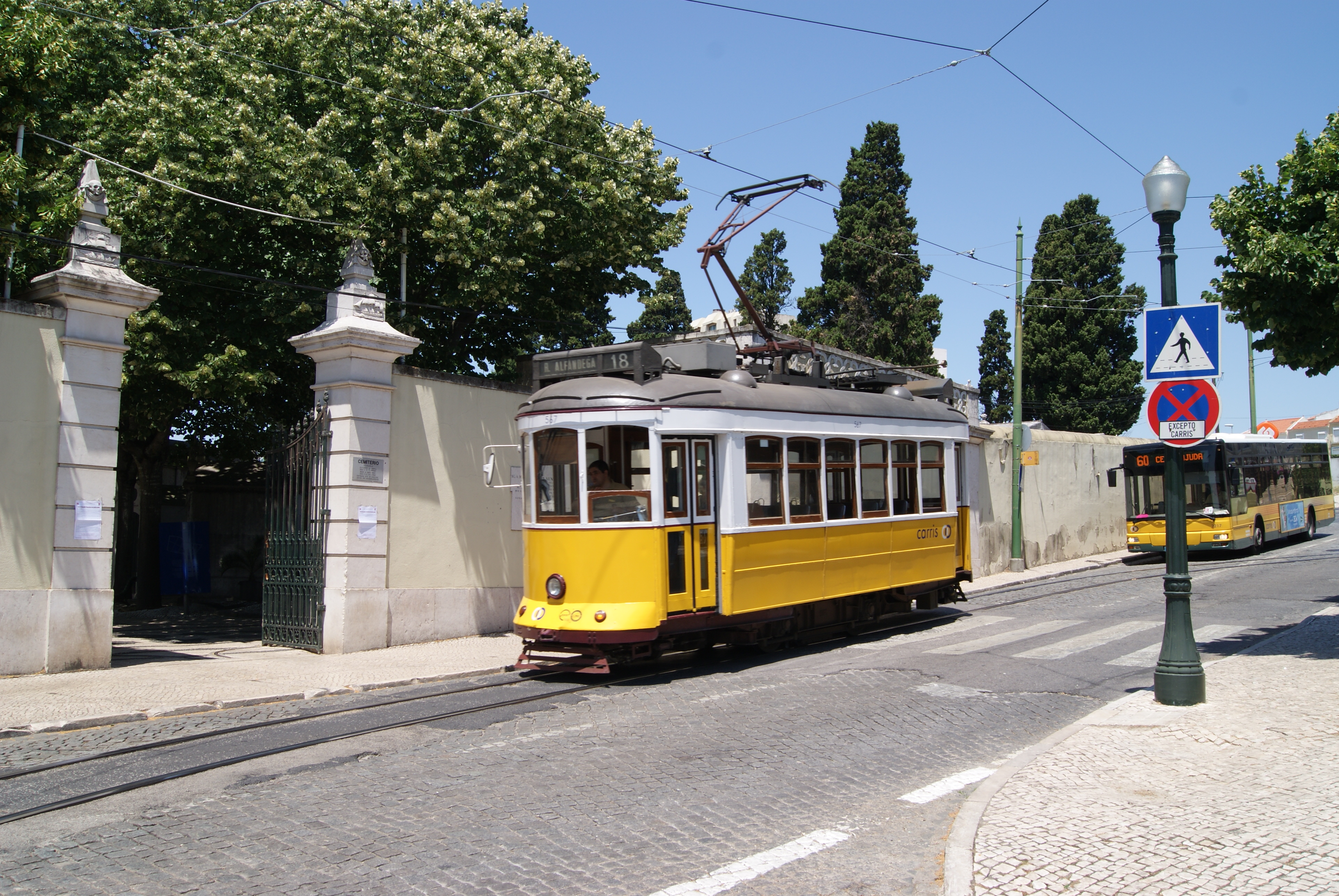
Término do Cemitério da Ajuda.

Liga o Cemitério da Ajuda ao Cais do Sodré, sendo (com a 15E) uma das duas carreiras de elétrico em Lisboa que serve a zona ocidental da cidade.

### Carreira 24E

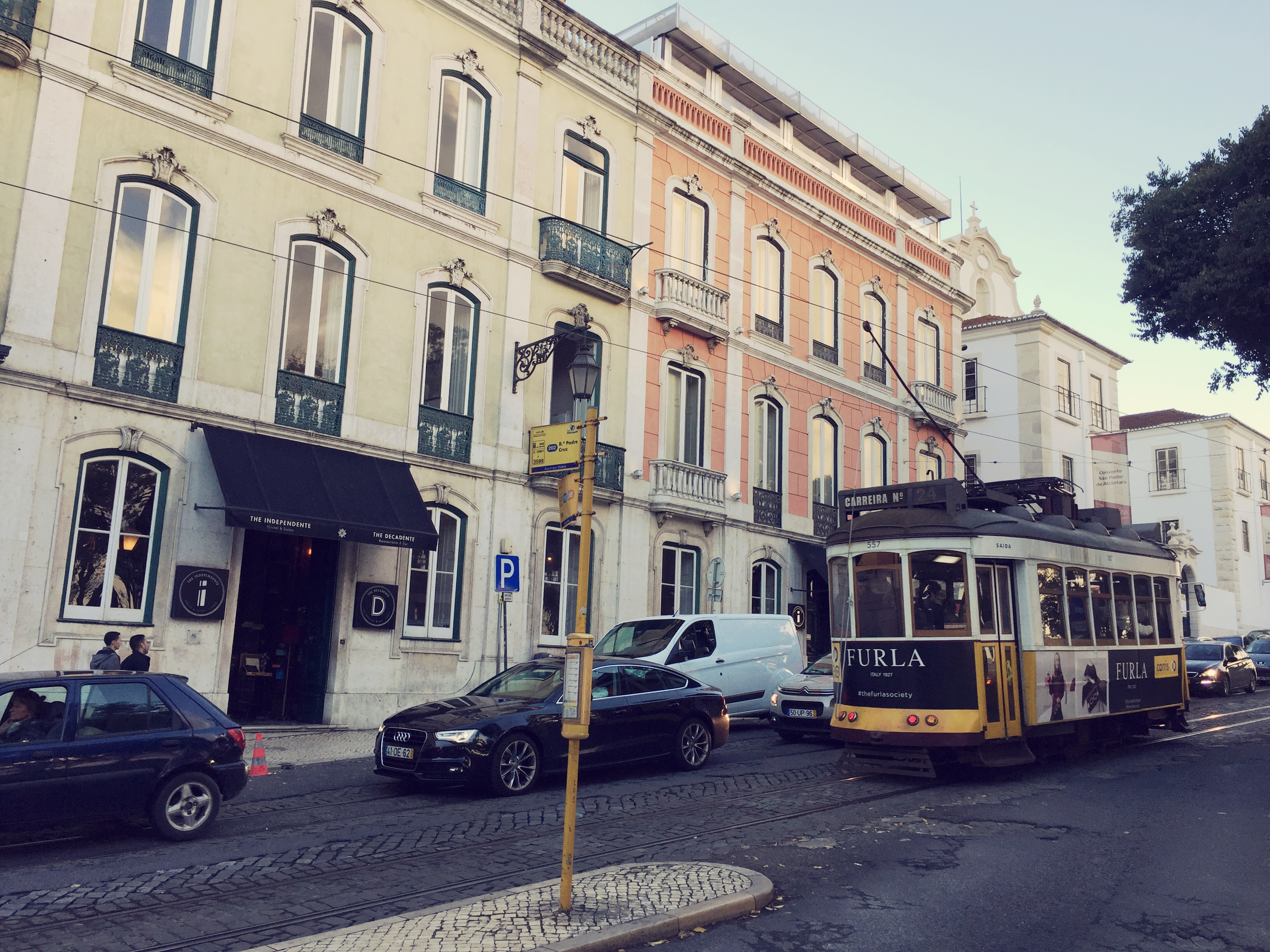
Em S. Pedro d’Alcântara.

Finalmente reaberta em 2018, a atual carreira 24E (Camões-Campolide) foi um caso único entre as linhas abandonadas da rede de elétricos de Lisboa: Apesar de encerrada em 1995, na última grande retração da rede, parte do percurso foi mantido funcional, sendo a reabertura repetidamente ventilada mas sempre adiada durante mais de duas décadas.[carece de fontes?]

### Carreira 25E

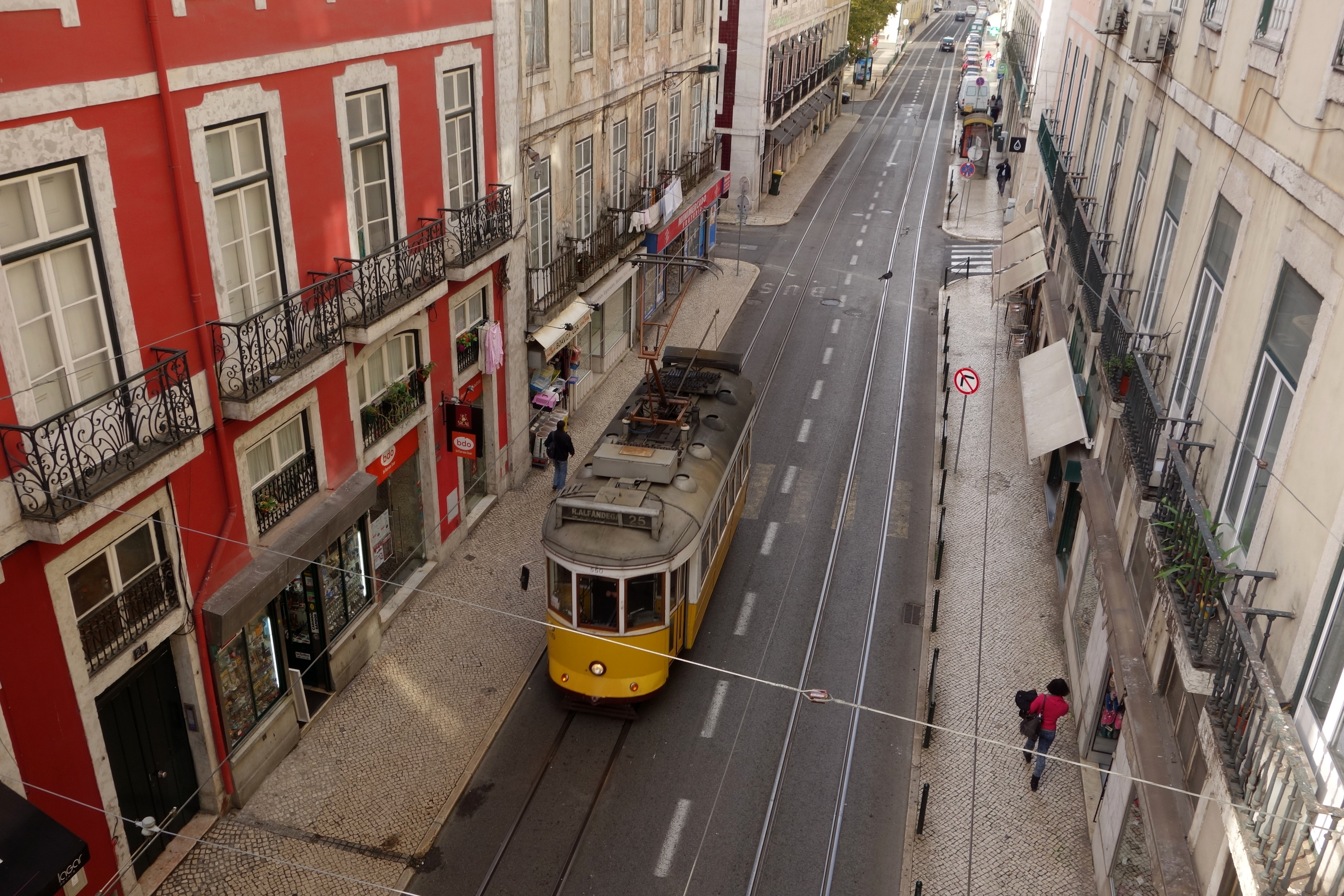
Pela Rua de S. Paulo.

Carreira que serve os bairros de Santos, Lapa e Madragoa; partilha desde 1995 o terminal do Cemitério dos Prazeres com a carreira 28E, sendo o outro terminal, com várias alterações desde 1995, a Praça da Figueira.

### Carreira 28E

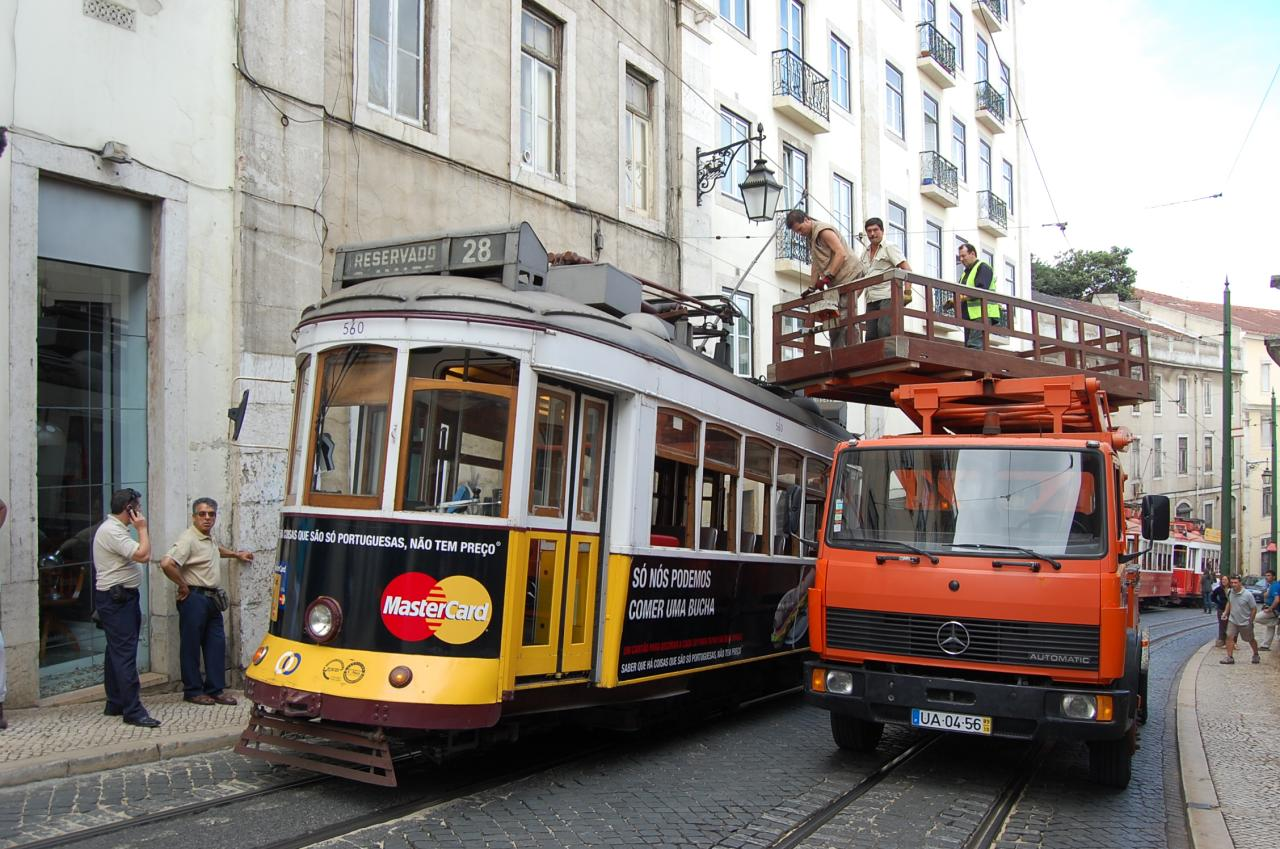
Avariado na Cç.ª S. Francisco.

É a carreira mais procurada pelos turistas, já que promovida quase em exclusivo junto dos operadores. Tem um percuso longo, servindo várias zonas da cidade, sendo desde 1995 a única que utiliza a linha Graça-S.Vicente e da Calçada de São Francisco, bem como o canal do antigo Elevador da Estrela.[carece de fontes?]

## Transporte turístico

### Tram Tour

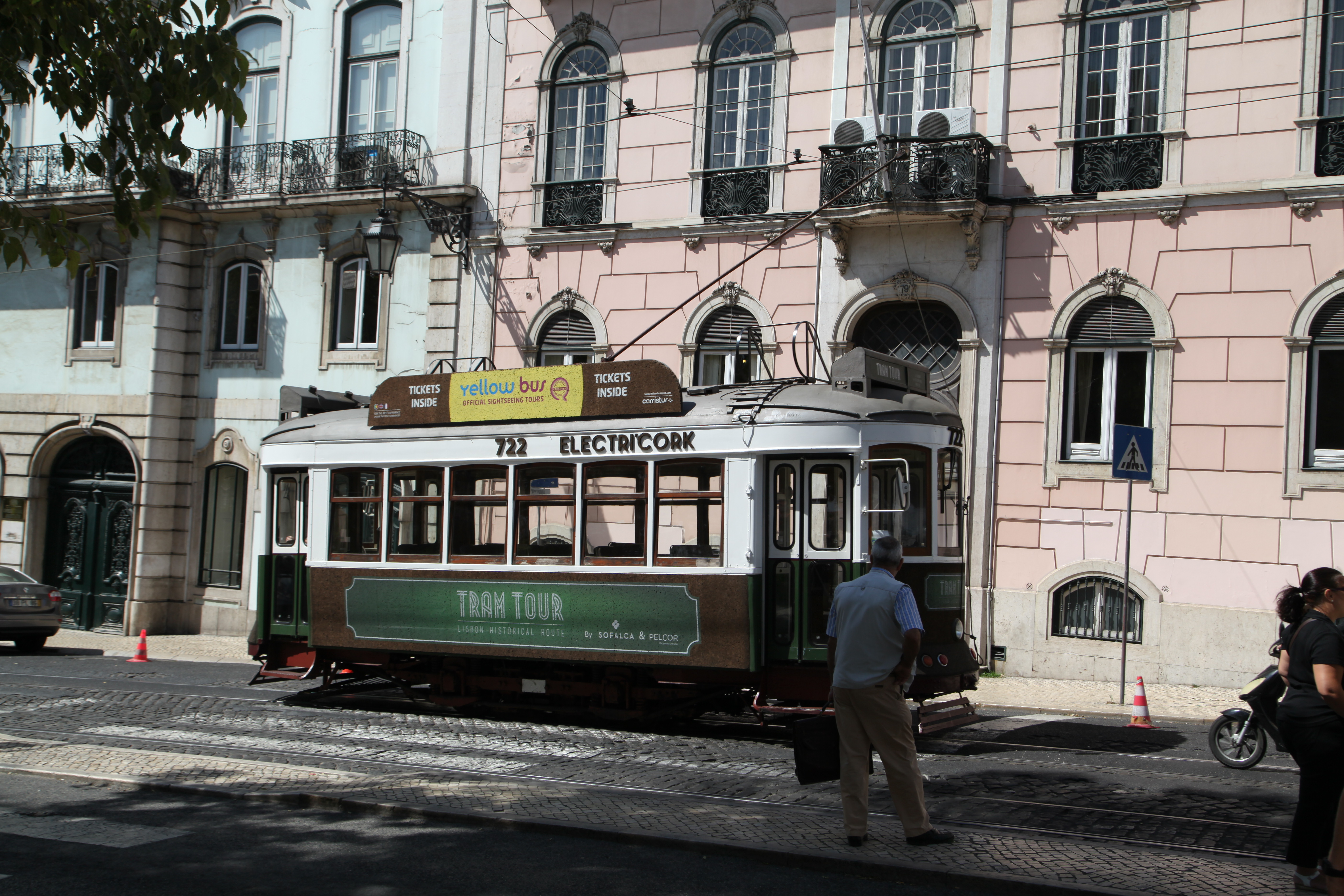
“Ligeiro” 722 descendo a Rua São Pedro de Alcântara, em agosto de 2015.

Em finais de maio de 2015 foi inaugurado o Chiado Tram Tour, um serviço eletroviário turístico da subsidiária Carristur. Este circuito usa parte da linha Carmo-Campolide, com partidas do Camões subindo até ao Príncipe Real, onde inverte a marcha: Por isso são usados veículos bidirecionais, das séries 701-735 e 737-746 (não remodelados). Entre 2015 e 2018, este segmento de 900 m foi o único troço da rede com uso exclusivamente turístico.
Esta modalidade de serviço foi alvo de críticas por parte de diversas entidades, nomeadamente da Junta de Freguesia da Misericórdia, que em comunicado questionou a «instalação deste serviço, que em nada beneficia os residentes, contrariamente ao que aconteceria se fosse reativado nesta linha o elétrico 24», e de várias associações locais que lançaram uma petição intitulada "Pela reactivação do Eléctrico 24, em Lisboa".
Este circuito foi suspenso provisoriamente em Outubro de 2015 ou seja 6 meses depois da inauguração. Segundo a CarrisTur o circuito era sazonal e por isso "era natural a sua suspensão" [na época baixa]. A reativação ficou prometida para 2016, tal aconteceu mas sob uma outra forma: o Castle Tram Tour e o Chiado Tram Tour foram agregados e deram origem a um único circuito turístico Tram Tour.
No verão de 2018, este circuito sofreu alterações, passando a chamar-se "Belém Tram Tour". Efetua o percurso entre a Praça do Comércio e o Mosteiro dos Jerónimos, em Belém.

## Frota
Media relacionados com Elétricos da Carris no Wikimedia Commons
A frota atual (pós-1995) é constituída pelos dez carros elétricos “articulados” (série 501-510), pelos 45 “remodelados” (série 541-585), e pelos oito “ligeiros” (séries 701-735 e 737-746), num total de 63 veículos. Os “articulados” apenas podem percorrer a linha da carreira 15E, enquanto as restantes séries podem alcançar toda a rede.

### Alienação
Media relacionados com elétricos de Lisboa em uso noutros sistemas no Wikimedia Commons

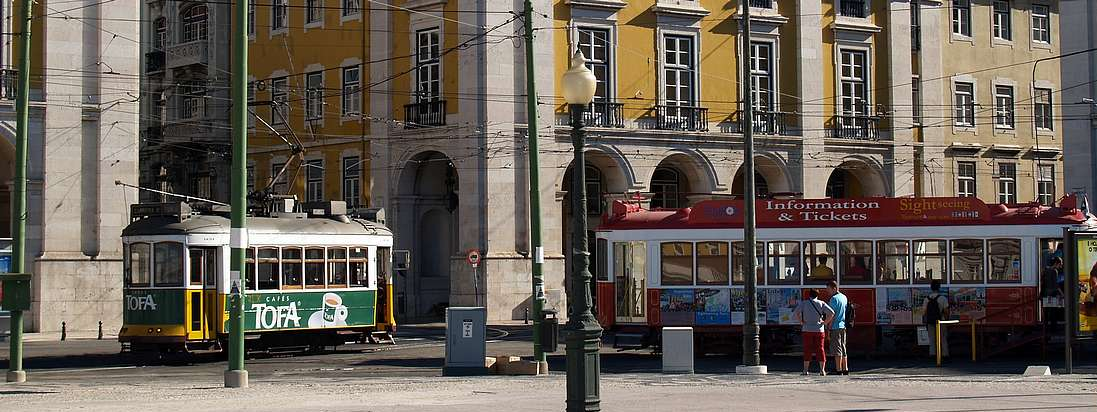
Comparação entre elétricos de truck único (6 janelas — à esq., um remodelado) e de dois bogies (10 janelas — à d.^{ta}, o CCFL 10, ex-355, usado como quiosque), este último tipo ausente da frota regular atual.

A frota atual é bastante reduzida em comparação com épocas anteriores, tal como a rede. Além do número de veículos, muito menor, é de notar a ausência de unidades não-motorizadas (reboques); quase desapareceram igualmente os modelos equipados com lanternim (ou clerestório: zona central elevada do tejadilho, ladeada por uma fiada de pequenas janelas, presente apenas em dois dos carros turísticos), bem como as unidades mais longas, “salões”, que dispunham de dois bogies (com quatro rodas = dois eixos, cada) e de duas varas de contacto — reconhecíveis também pelas suas dez janelas de cada lado, em oposição das seis da restante frota histórica.
Alguns veículos retirados foram doados ou vendidos a outros sistemas para operação (Sintra, Corunha, Sóller, Detroit, Aspen, Issaquah-Seattle, Tucson, Whitehorse, Córdova, Kochi, Whangarei, entre outros). Alguma da frota abatida ao serviço encontra-se nas mão de particulares, nacionais e estrangeiros, musealizada ou integrada em espaços lúdicos ou culturais, em estado de conservação variável:. Outros sistemas eletroviários históricos fizeram uso ainda de material avulso oriundo de desmontagem de unidades da frota da Carris, nomeadamente no museu de Ferrymead, em Southampton, Düsseldorf, e em Colwyn Bay.

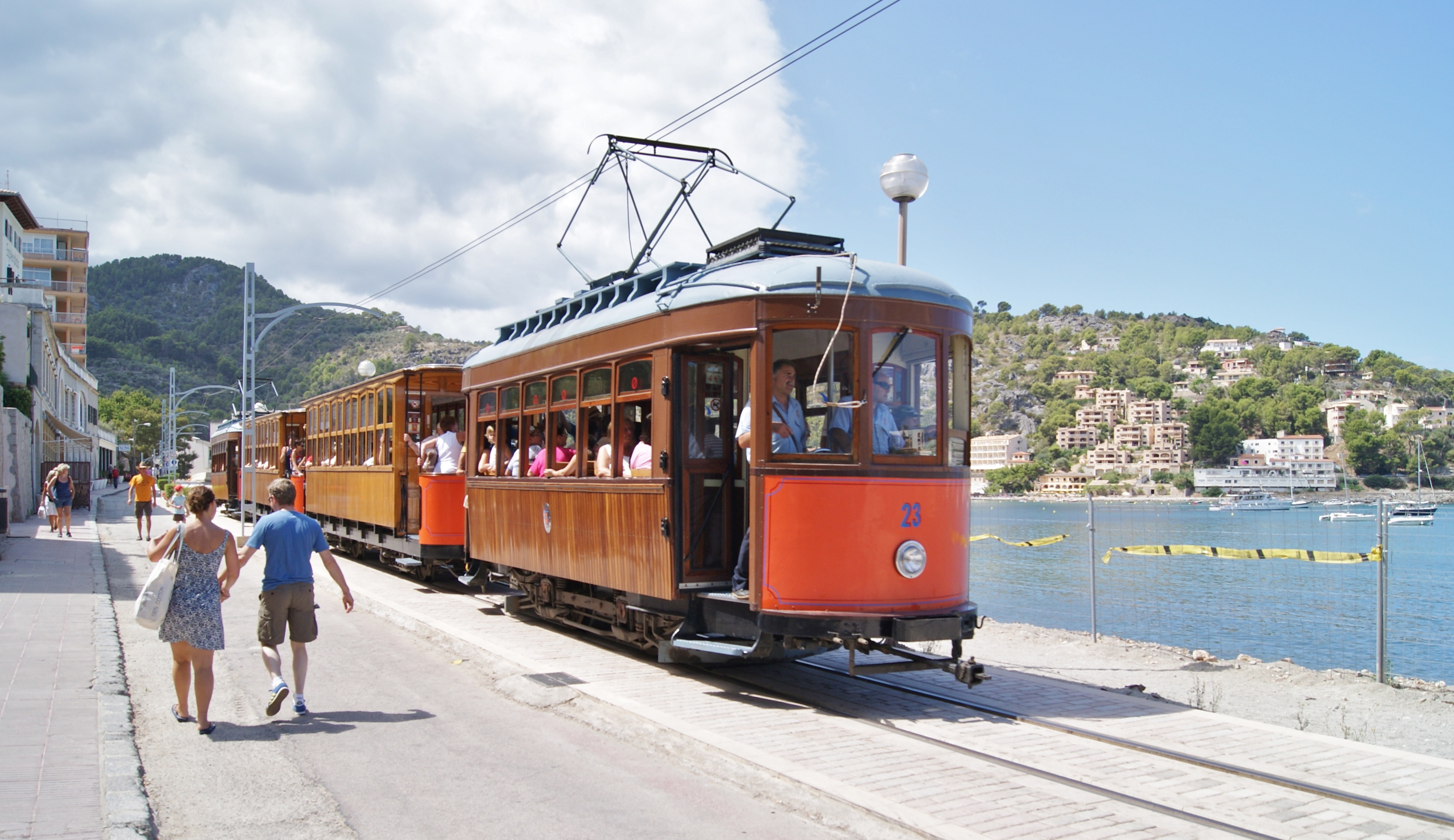
Carro 23 da Tramvia de Sóller (ex-Carris 716), em Maiorca, adaptado para bitola de 914 mm, puxando dois atrelados conjugado com outro dos cinco ex-Carris deste sistema turístico.

A alienação da frota, ainda que já praticada anteriormente, foi mais acentuada nos anos 80 e 90, no âmbito da retração da rede e do serviço planeada pela direção da Carris. Em 1994, quatro elétricos foram vendidos ao quilo para sucata pela empresa, o que suscitou a crítica de entusistas e especialistas, levando esta reação a uma política mais cuidada.
Entre 1995 e 1996, foram vendidos veículos a clientes de seis países (Reino Unido, Estados Unidos, Espanha, Argentina, Países Baixos, e Japão). Em 1995, previa-se que os carros elétricos números 734, 807 e 332 fossem restaurados e transferidos para os Caminhos de Ferro de Sóller, em Maiorca, Espanha; nos finais de 2001, esta empresa já tinha 4 antigos carros elétricos de Lisboa em funcionamento, tendo mais um sido posteriormente, adicionado. Estes veículos receberam os números 20 a 24, e foram adaptados para a bitola de 914 mm.

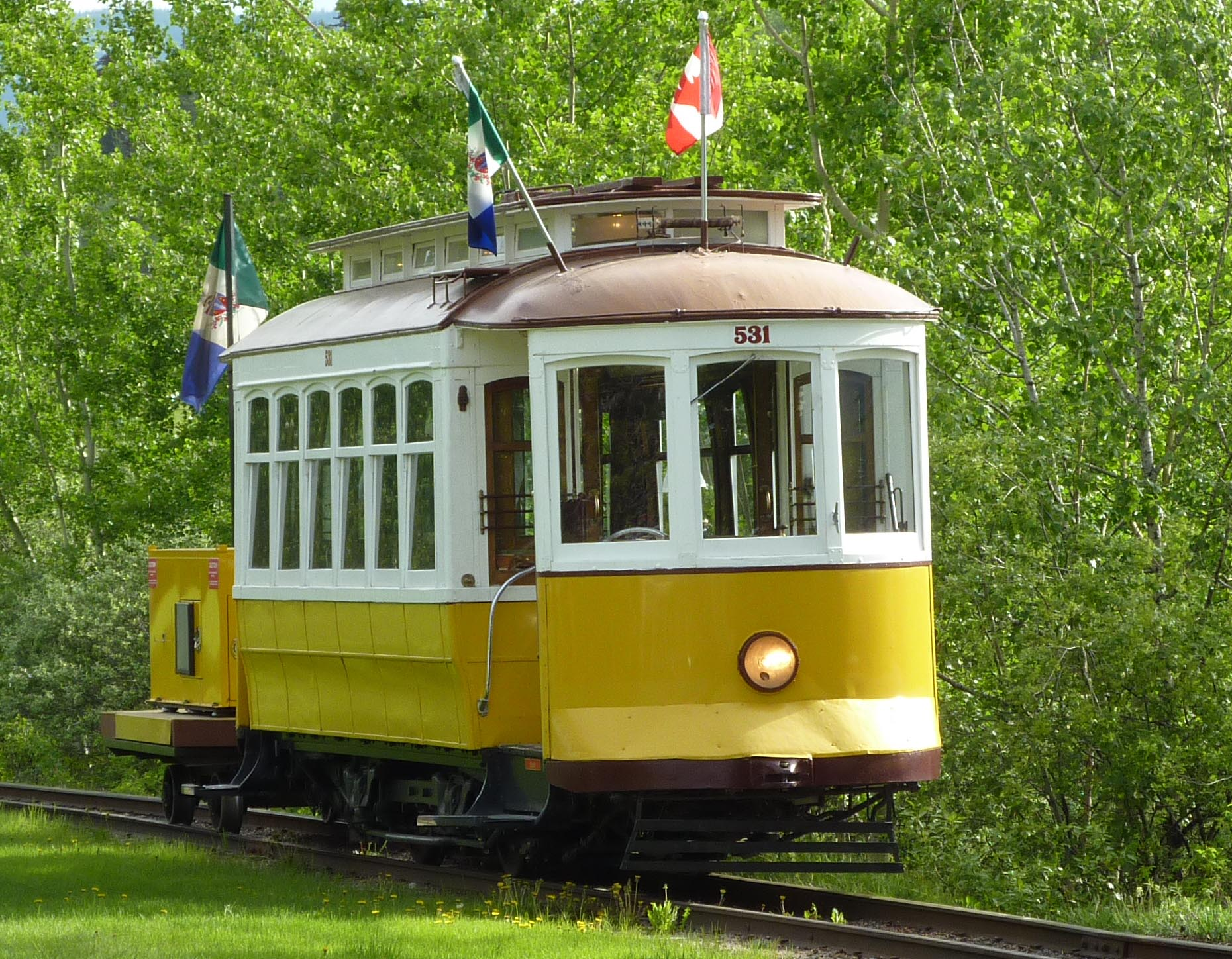
Ex-CCFL 531 desde 2000 em Whitehorse, alimentado por gerador a reboque; de notar o lanternim, ausente na frota regular atual.

Em finais de 1996, a Carris anunciava 30 veículos disponíveis para venda a preços entre os cem mil e quinhentos mil escudos. Com efeito, em 1997 foram colocados à venda, na estação do Arco do Cego, 24 unidades (não remodeladas) a preços oscilando entre cem mil e um milhão de escudos. Os compradores incluíam colecionadores e museus estrangeiros, apostados na manutenção e recuperação, mas também interessados em transformar os veículos em equipamento de lazer estacionário. Aquando desta iniciativa, a direção da Carris colocara parte da frota histórica de reserva para o então ainda futuro Museu da Carris.
Em Dezembro de 1999, a Compañía de Tranvías de La Coruña, em Espanha, iniciou o processo de compra de um dos carros elétricos de Lisboa; em Dezembro do ano seguinte, foi adquirido o carro número 743, que foi transportado, por via rodoviária, até à cidade espanhola. Sofreu, então, várias modificações, como a sua adaptação à bitola métrica, tendo sido apresentado no dia 18 de Julho de 2001, e entrado ao serviço três dias depois, com o número 100.
Ainda que pontualmente crítica, e sempre atenta, a posição dos entusiastas dos elétricos tradicionais, na pessoa da APAC, foi favorável à ação da Carris durante o período de mais abundante alienação: mais do que lucrar com as vendas, a empresa procurou garantir a boa conservação deste património. O elevadíssimo custo adicional do transporte terá de resto afastado muitos interessados, mas mesmo assim já em finais de 1996 a Carris esperava escoar rapidamente todos os seus excedentes.

### Elétricos “remodelados”
Media relacionados com este modelo no Wikimedia Commons

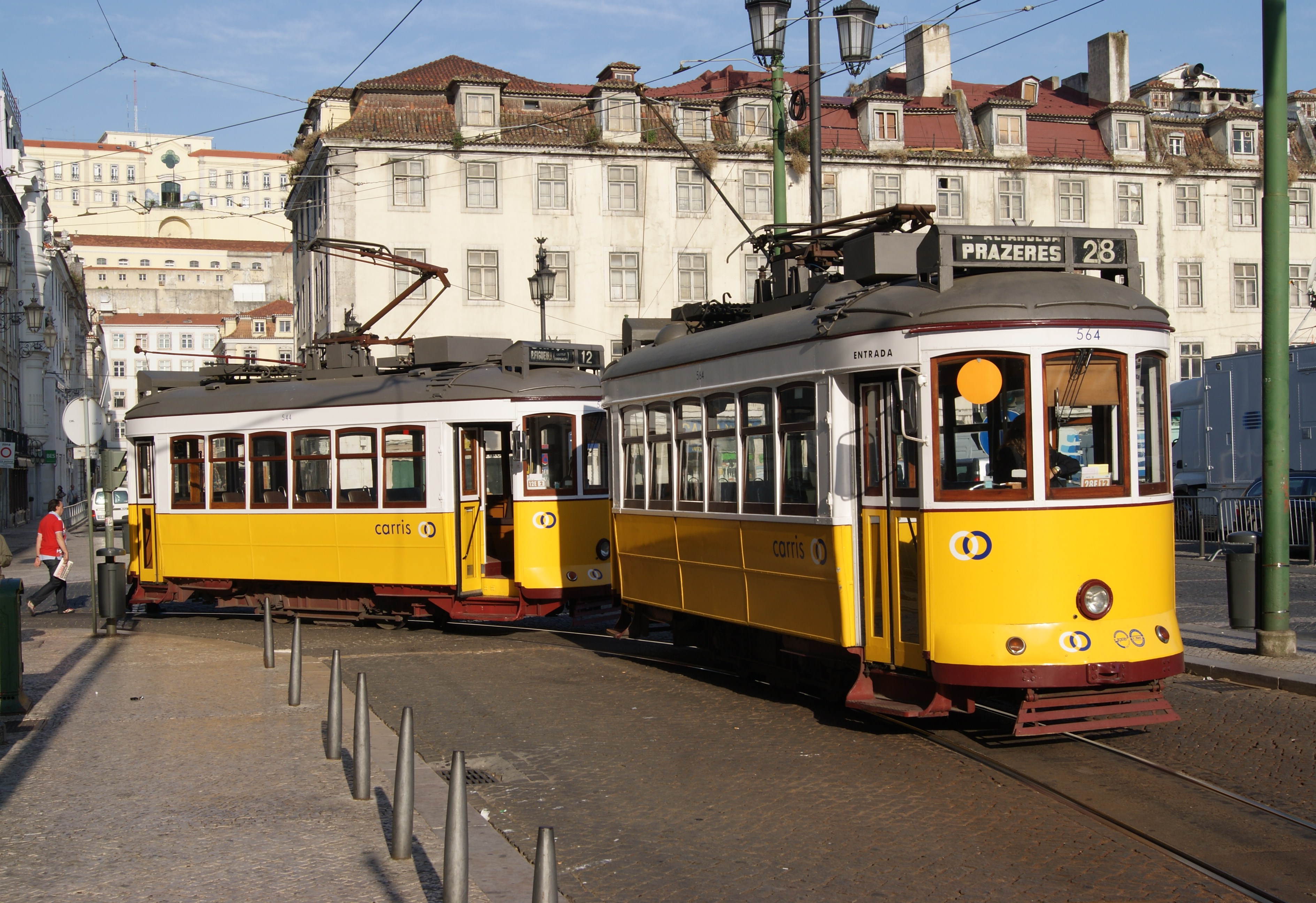
Sistema dual de contacto: à esquerda, hemipantógrafo erguido e vara abaixada; à direita, o inverso.

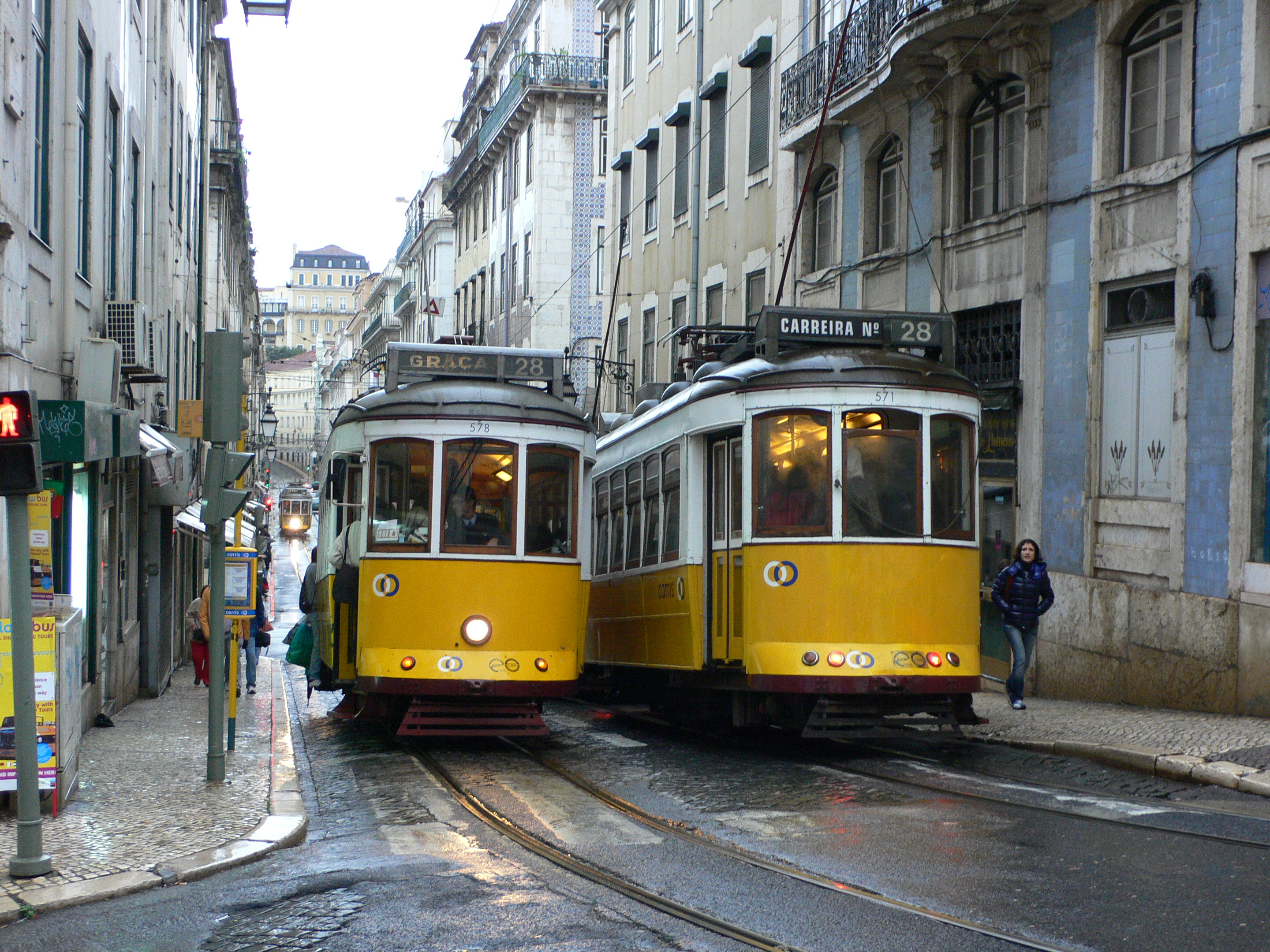
Frente e retaguarda do “remodelado”.

Em 1995-1996 quase toda a frota remanescente (45 veículos, renumerados 541 a 585) foi modernizada, mantendo a traça clássica Brill mas equipada com modernos sistemas de propulsão (Škoda / ALS 2480 LN) e travagem (Knorr), num projeto da Vossloh Kiepe. A estes elétricos “remodelados” foi retirada a bidirecionalidade, passando a apresentar o caraterístico farol central apenas numa das extremidades (e farolins de retaguarda vermelhos na outra, bem como indicadores de direção cor-de-laranja em ambas), apenas um posto de comando, à frente (o comando à retaguarda é possível, mas usado apenas em manobra), e bancos não-reversíveis. Foram ainda equipados com sistema dual de contacto com a fiação alimentadora, dispondo tanto de vara (trolley pole) como de hemipantógrafo, a utilizar complementarmente, erguendo-se um ou outro dispositivo consoante o tipo de intraestrutura aérea (sendo esta porém na sua maior parte passível de ser usada por ambos os sistemas de contacto). Esta remodelação custou 60 milhões de escudos por veículo, valor intermédio na gamas dos preços praticados na venda de exemplares não remodelados. 

### Elétricos “ligeiros”
Media relacionados com as séries englobadas nesta designação no Wikimedia Commons
Os veículos não remodelados desta forma, mas ainda ao serviço constituem o tipo dos “ligeiros”, renumerados a partir de 700. Mantém-se com a motorização da montagem anterior (1936-1947), apenas com alterações pontuais (estofos, portas inteiras substuindo as de pantógrafo, farolins, et c.); em 2010 estavam ao serviço nove unidades desta série, numeradas 713, 717, 720, 732, 733, 735, 741, 742, e 744. Os carros “ligeiros” são usados geralmente para viagens de aluguer e apenas entram ao serviço regular quando a disponibilidade dos outros veículos não é suficiente para as necessidades.
Distinguem-se prontamente pela ausência de hemipantógrafo e pelos sinais da bidirecionalidade original mantida: postos de comando em cada extremidade, bancos reversíveis e (especialmente) farol central branco anterior e farolins de retaguarda vermelhos em ambas as extremidades.
Em 2015, todos os carros desta série com a exceção de um, foram cedidos à Carristur, para os serviços turísticos à época designados Castle Tram Tour e Chiado Tram Tour, posteriormente fundidos num novo circuito básico único. Os alugeres passaram por isso a ser realizados por elétricos remodelados.[carece de fontes?]

### Elétricos articulados

#### Urbos (601-615)
Media relacionados com este modelo no Wikimedia Commons

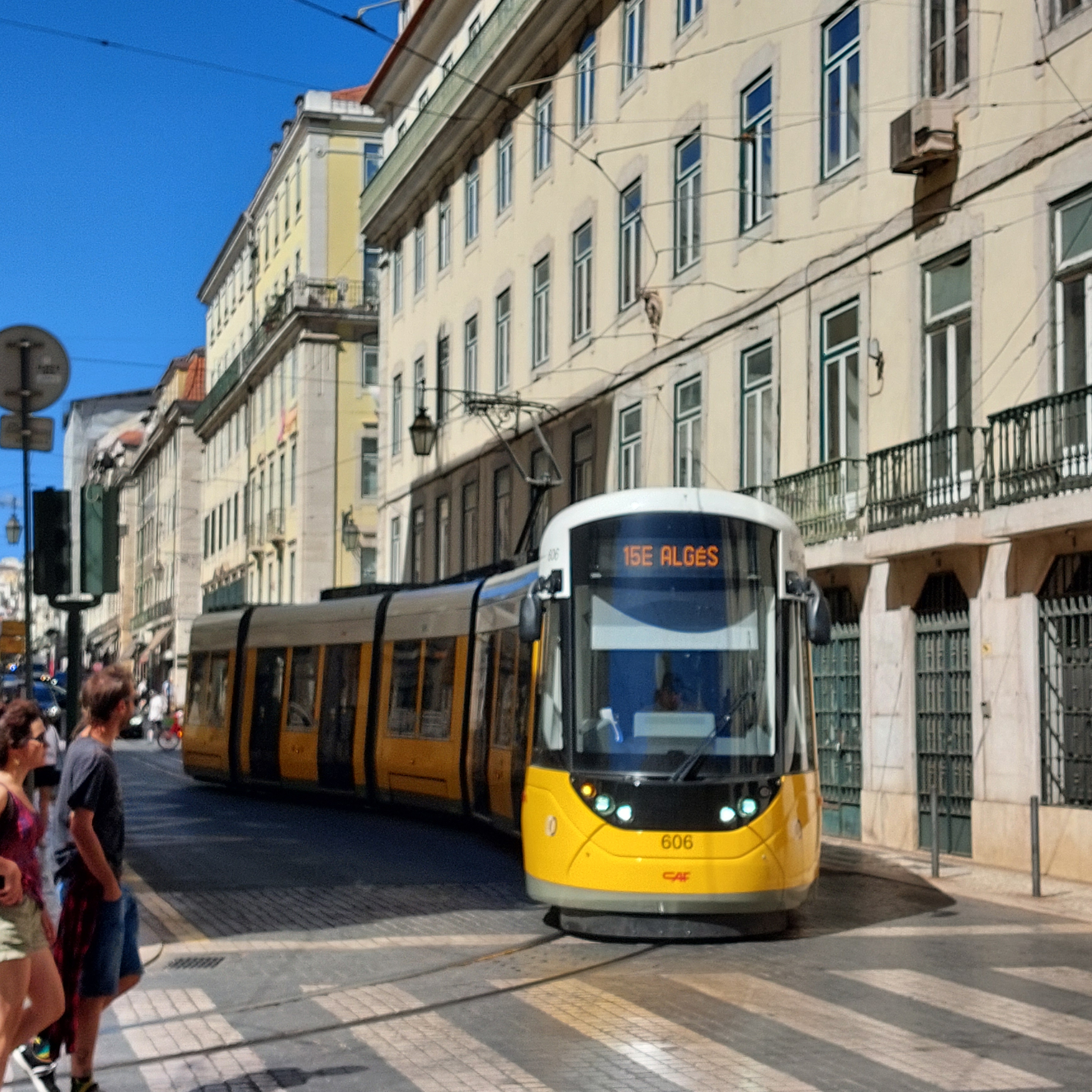
Um dos 15 carros CAF Urbos articulados.

Fabricados pela CAF, estes 15 eléctricos encomendados em 2021, da família CAF Urbos, representam o segundo modelo de articulados ao serviço da Carris, com cinco segmentos totalizando 28 metros de comprimento e uma capacidade para 220 passageiros.
Irão reforçar a carreira 15E, onde as primeiras unidades – 601 e 608 – entraram ao serviço a 22 de Setembro. Prevê-se que a entrega das viaturas à Carris – iniciada em Abril de 2023 – seja concluída durante 2024.

#### Siemens (501-510)
Media relacionados com este modelo no Wikimedia Commons

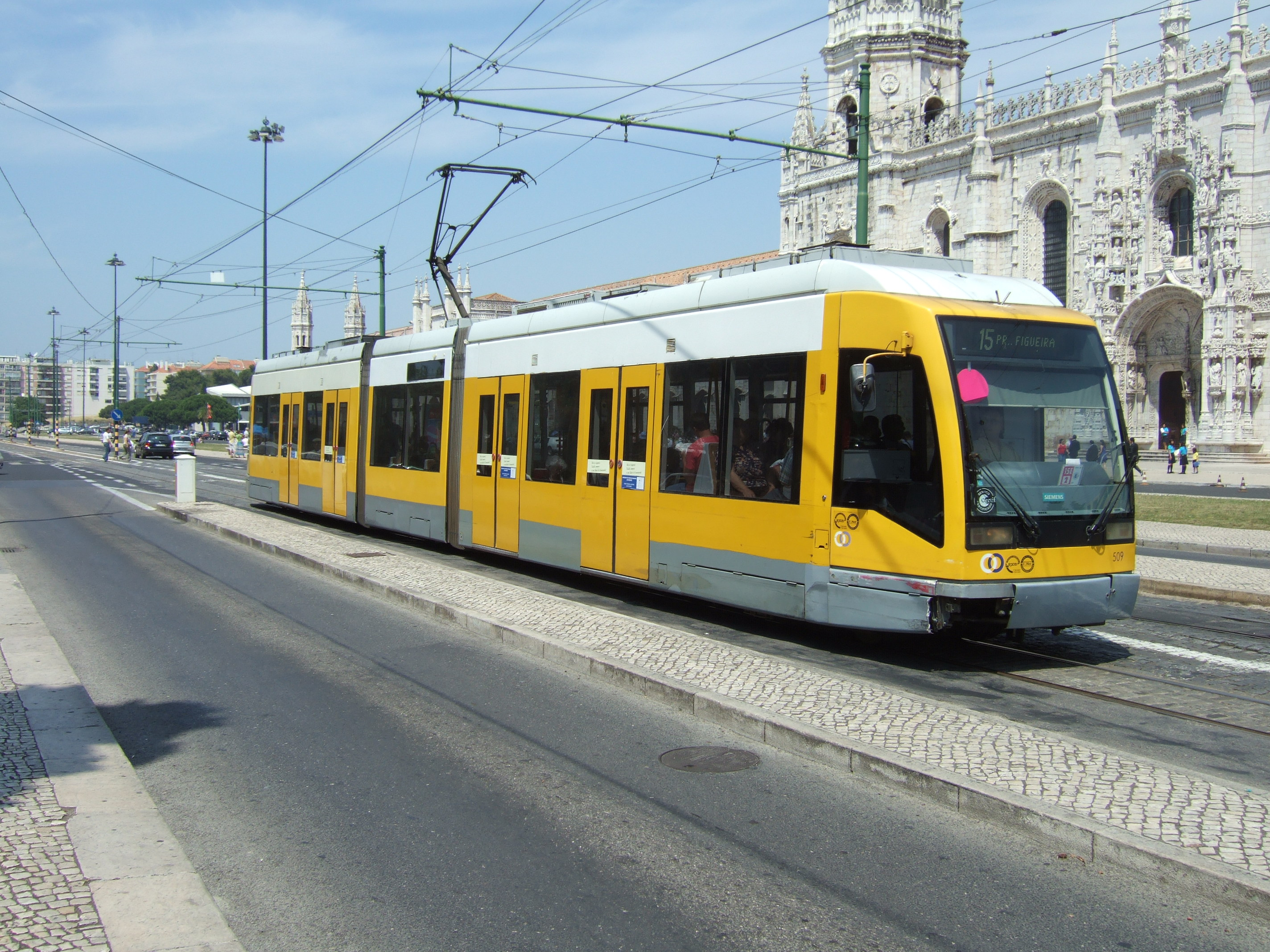
Um dos 10 carros Siemens articulados.

Estas dez unidades entraram ao serviço em 1995, sendo adjudicadas ao Depósito de Santo Amaro. Desenhados pelas empresas Siemens e DÜWAG, na Alemanha, estes veículos são constituídos por três unidades articuladas, em caixa de aço inoxidável, totalizando 24 m de comprimento. A velocidade máxima é de 70 km/h, sendo os sistemas de travagem do tipo eletrodinâmico, com recuperação de energia; os travões são de disco, estimulados de forma electro-hidráulica, e equipados com sistemas antipatinagem. Em vez de trólei, utilizado pelos elétricos tradicionais, este veículo dispõe de um hemi-pantógrafo para captar a rede elétrica. Cada veículo possui quatro portas de acesso, cada uma com uma largura de 1,30 m, com um mecanismo de abertura acionável pelos passageiros, no interior ou no exterior, e junto às portas encontram-se máquinas de bilhetes. A altura do piso, no interior, em relação ao solo, é de apenas 30 cm, de forma a facilitar o acesso a utentes com dificuldades de locomoção. A capacidade máxima é de 210 passageiros por veículo, dos quais 65 são sentados. Cada elétrico conta com um equipamento de ar condicionado, e com o sistema integrado de informação "Sibas 16" a bordo, para o condutor. Estes veículos são muito semelhantes aos que estavam a ser utilizados, à época, na cidade de Valência.

### Elétricos “caixote”
Media relacionados com este tipo no Wikimedia Commons

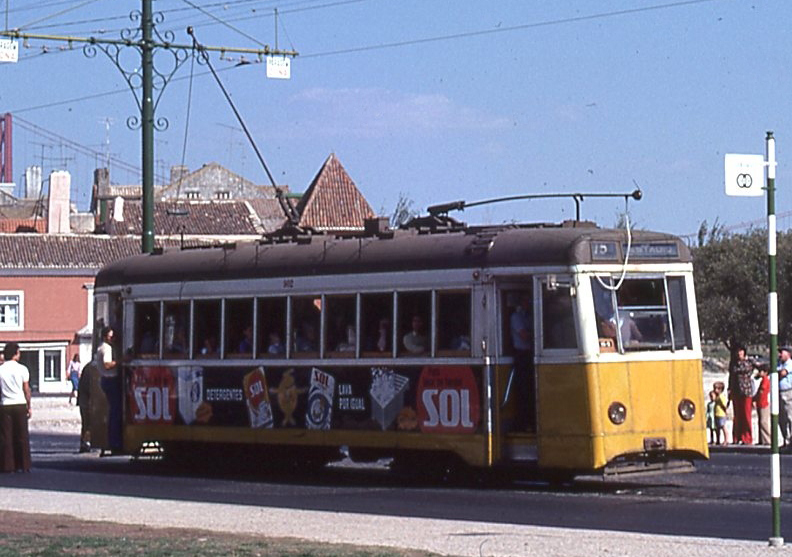
Elétrico “caixote” CCFL 902, de dez janelas, em 1977.

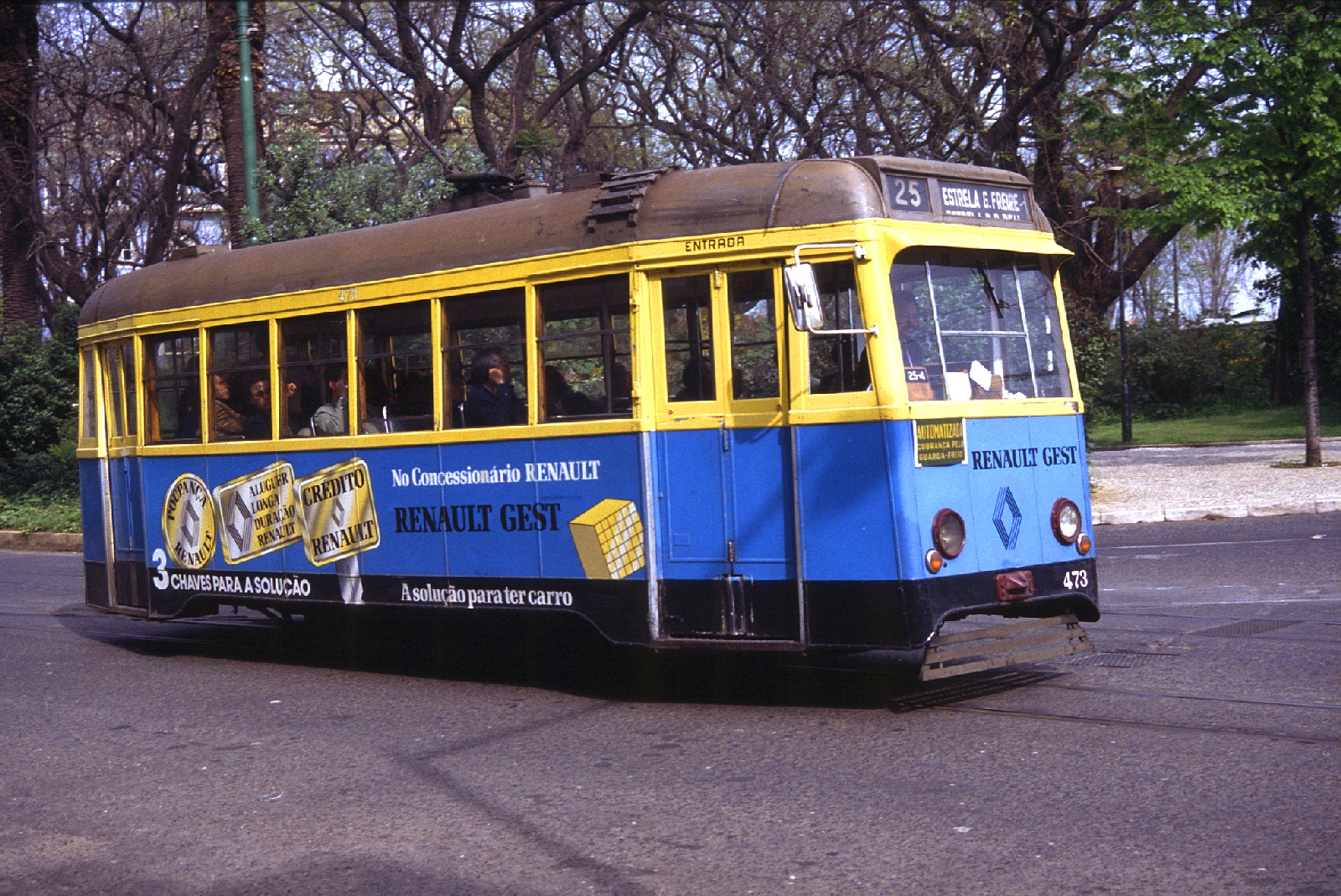
Elétrico “caixote” CCFL 473, de seis janelas, em 1985.

Os elétricos da Carris tipo “caixote” foram construídos entre 1952 e 1964 nas oficinas da empresa, com base em diversos chassis preexistentes, e devem o seu nome ao seu perfil de linhas retas. Existiam modelos unidirecionais e bidirecionais, e, entre estes últimos, dois tamanhos: de seis e de dez janelas (respetivamente, de truck único e de dois bogies); existiam também unidades não-motorizadas (reboques) no mesmo figurino.
Menos procurados pelo turismo, todos os “caixotes” foram abatidos ao serviço durante a década de 1980, subsistindo à vista do público alguns exemplares de cada modelo no Museu da Carris, bem como o reboque CCFL 173, estacionado na “raquete” de Belém; serviu inicialmente como quiosque da Carris, tendo sido reconvertido em café em maio de 2013.

## Pessoal
Media relacionados com Guarda-freios da CCFL no Wikimedia Commons

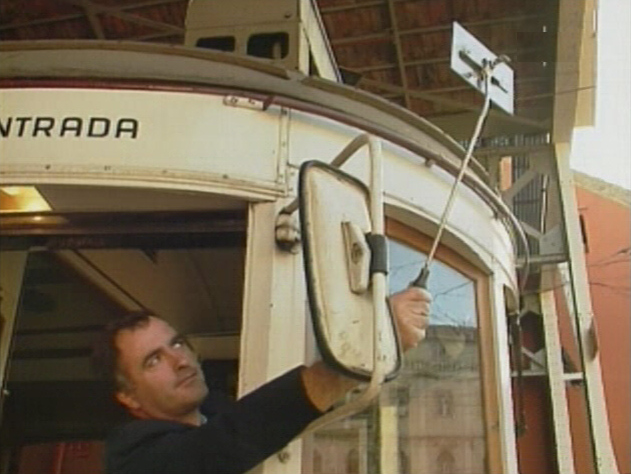
Guarda-freio da CCFL, em 1985, verificando a bandeira de destino por intermédio de um espelho.

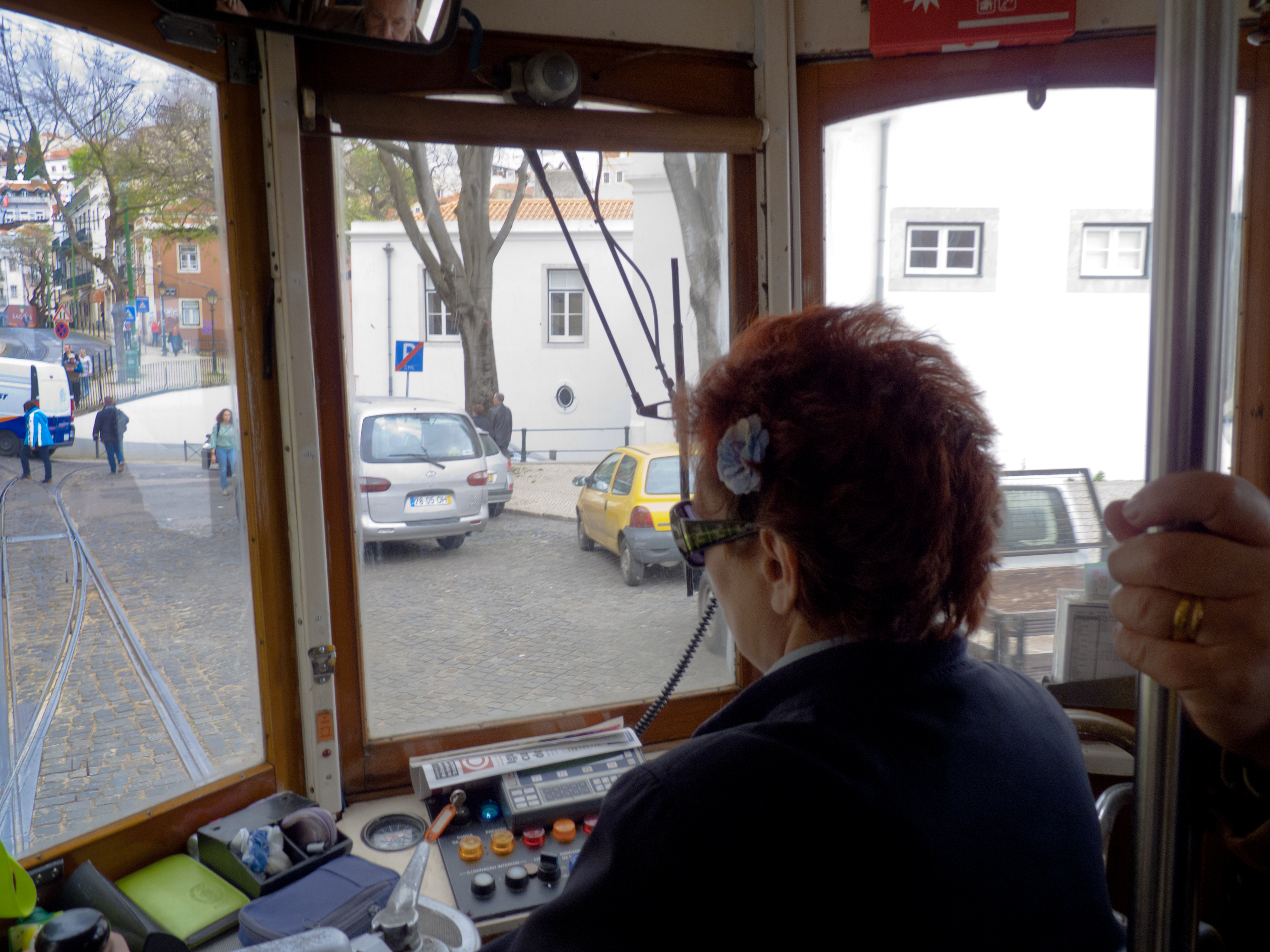
Guarda-freio da CCFL, senhora, em 2013, aos comandos de um remodelado em São Tomé.

Em dados de 2018, a Carris emprega 138 guarda-freios, aptos a tripular os seus 63 veículos — numa média ligeiramente superior a dois para cada um. Em décadas recentes, o número de mulheres guarda-freio ao serviço da Carris passou de zero a mais de metade dos novos efetivos.
Além de guarda-freios, a Carris empregou historicamente ao serviço das suas carreiras também cobradores (situação análoga nos autocarros), perfazendo com aqueles uma tripulação de dois elementos que perdurou constante até à década de 1980 — quando este sistema foi substituído pelo de «agente único», associado à criação do passe social com consequente simplificação da bilhética.[carece de fontes?]
Ao serviço da frota de elétricos estão também numerosos funcionários dedicados à sua manutenção, por vezes envolvendo reconstruções profundas, e mesmo (entre 1912 e 1987) desenho e montagem de veículos novos.[carece de fontes?]

## Expansões futuras
Em 2018, durante a cerimónia de reabertura da 24E, foram confirmadas, pelo Presidente da Câmara Fernando Medina, futuras expansões da rede de elétricos de Lisboa. Por um lado, o 24E será brevemente prolongado ao Cais do Sodré. Por outro, o 15E será prolongado, a oeste, à Cruz Quebrada, e a este, a Santa Apolónia e depois ao Parque das Nações. Prevê-se também a criação de uma linha de elétricos rápidos a ligar Entrecampos à Alta de Lisboa. Para tal, serão também adquiridos 30 novos elétricos (10 clássicos e 20 articulados). Em 2019, no âmbito da aquisição dos 15 novos elétricos, foram anunciadas as expansões à Cruz Quebrada, por um lado, e ao Parque das Nações, por outro, estando também em estudo uma possível expansão a Loures.